# Enceinte gallo-romaine de Tours
Vous lisez un « article de qualité » labellisé en 2014.  Il fait partie d'un « bon thème ».
L'enceinte gallo-romaine de Tours est une muraille entourant la ville de Civitas Turonorum (le quartier de la cathédrale de l'actuelle ville de Tours) et construite à l'époque du Bas-Empire romain ; elle est généralement dénommée « enceinte du castrum ». C'est la seule construction gallo-romaine de Tours dont des vestiges soient encore visibles et librement accessibles au public. L'enceinte est partiellement inscrite au titre des monuments historiques depuis 1927.
Elle a été construite dans la première moitié du IVe siècle dans le quartier nord-est de la ville ouverte du Haut Empire, en réponse à l'insécurité qui régnait en Gaule à cette période. De nombreuses cités adoptaient alors des dispositifs similaires. Sa mise en place ne s'est cependant pas opérée dans l'urgence. Cette enceinte d'un périmètre de 1 245 mètres, édifiée au moyen de matériaux de réemploi prélevés sur les bâtiments en place, prenait appui sur l'amphithéâtre de Tours qui fut aménagé en porte monumentale au sud de la ville nouvelle ; une quinzaine de tours la renforçaient et elle était percée de plusieurs portes et poternes ; la Loire baignait sa muraille nord. Quand Tours s'agrandit et se dota de nouvelles enceintes au XIIe siècle puis deux siècles plus tard, la muraille du castrum servit de base à la partie est des nouvelles réalisations.
Les fouilles archéologiques minutieuses réalisées de 1974 à 1978 sur le site du château de Tours (appelé « site 3 » par les archéologues), suivies des études exhaustives du début des années 1980, complétées à la fin du XXe siècle et au début du XXIe siècle, permettent de bien appréhender son architecture. L'incertitude est cependant encore presque totale quant à la structuration de l'espace à l'intérieur de la Cité, les neuf hectares enclos par l'enceinte, le nombre et les caractéristiques sociales de ses résidents ; une hypothèse semble toutefois prendre corps, qui verrait la moitié nord de l'espace habitée par des « civils », dont des représentants du pouvoir administratif, la moitié sud étant réservée aux religieux, autour du pôle épiscopal. Enfin, la ville de Tours du Bas-Empire ne se résolvait certainement pas à ce réduit fortifié, mais l'organisation de l'espace hors-les-murs reste en 2014 une énigme.

## Contexte géographique et historique

### Les contraintes locales
Au début du IIIe siècle, la ville de Tours, fondée dans la première moitié du Ier siècle de notre ère, a déjà beaucoup changé ; comme les deux tiers des villes de la Gaule septentrionale, elle a progressivement troqué son nom latin pour celui de son peuple, abandonnant Caesarodunum  pour Civitas Turonorum. Le tissu urbain semble s'être, depuis plusieurs décennies, progressivement rétracté des marges de la cité vers le front de Loire moins exposé aux inondations et où se concentrait déjà la zone la plus densément peuplée. Cette modification de l'enveloppe urbaine semble s'accompagner d'un changement profond dans les méthodes de construction : dans l'élévation des murs, la maçonnerie est remplacée par le bois et la terre, ce qui ne contribue pas à la conservation des vestiges et peut en partie expliquer la carence des renseignements archéologiques de cette période.
Les raisons de cette évolution, à laquelle on assiste pour la grande majorité des villes de la Gaule romaine pendant l'Antiquité tardive, ne sont pas connues avec précision, mais elles sont certainement multiples. La crise du troisième siècle de l'Empire romain a entraîné une baisse de l'activité économique et a perturbé le fonctionnement de l'administration. Des facteurs locaux ont également pu jouer ; il est vraisemblable que des crues de la Loire, comme Tours en connut à cette période, aient contribué à cette modification de la zone urbanisée. Tours se trouve également confrontée aux problèmes d'insécurité liés aux incursions barbares qui ont, à partir de 250, gagné les provinces de la moitié nord de la Gaule à partir du limes germanique.
Les habitants doivent donc faire face à la situation nouvelle d’une ville exposée aux attaques alors même que sa structure est en train de se décomposer lentement ou, tout du moins, de se transformer radicalement. Ils commencent, dans la seconde moitié du IIIe siècle, par fortifier l'amphithéâtre et l'entourer d'un fossé puis envisagent, comme dans beaucoup d'autres cités, la construction d'une enceinte d'un périmètre resserré qui abritera les autorités administratives de la ville, servira de refuge aux habitants en cas d'attaque et in fine, consacrera la naissance d'une ville nouvelle sur le plan urbanistique.

### La datation de l'enceinte
Après avoir formulé de nombreuses hypothèses sur sa datation, archéologues et historiens s’accordent à penser que le castrum a été construit sur une période de plusieurs années, voire deux ou trois décennies, dans la première moitié du IVe siècle. Cette datation est attestée par les techniques de construction, typiques de cette période avec notamment l'emploi de l'opus mixtum, par la reprise d’activité, vers 370, des thermes du Haut-Empire situés dans son angle nord-ouest après leur réaménagement consécutif à la construction de l’enceinte et enfin par l'abandon d'un fossé défensif construit antérieurement sur le même site et mis en évidence sur une partie du périmètre de l'amphithéâtre,.
C’est peu après, entre 364 et 388, que Tours, à la faveur d'une réorganisation administrative de l'Empire romain, a été élevée au rang de capitale de la IIIe Lyonnaise, et que le christianisme s'est développé, notamment sous l'épiscopat de Martin. En 1979, Henri Galinié et Bernard Randoin s’interrogeaient : la construction du castrum avait-elle été la cause ou la conséquence de l’accession de Tours au rang de capitale de province romaine ? Si la première proposition ne peut être ni affirmée ni infirmée, la seconde n’est plus recevable, la chronologie établissant désormais l’antériorité de la modification du plan urbain sur le changement de statut.
Cette muraille sera réutilisée, hormis son flanc ouest, dans plusieurs enceintes successives de Tours, l'extension de l'enceinte des Arcis du XIIe siècle (inscrite à l'Inventaire général du patrimoine culturel en 1991), puis l'enceinte du XIVe siècle (inscrite à l'Inventaire général du patrimoine culturel en 1991), dite Clouaison de Jean le Bon. Cette pérennité d'utilisation explique pourquoi, même très modifiée et restaurée, l'enceinte gallo-romaine de Tours a traversé les siècles.

## L'architecture

### L'enceinte au Bas-Empire

#### L'origine des matériaux

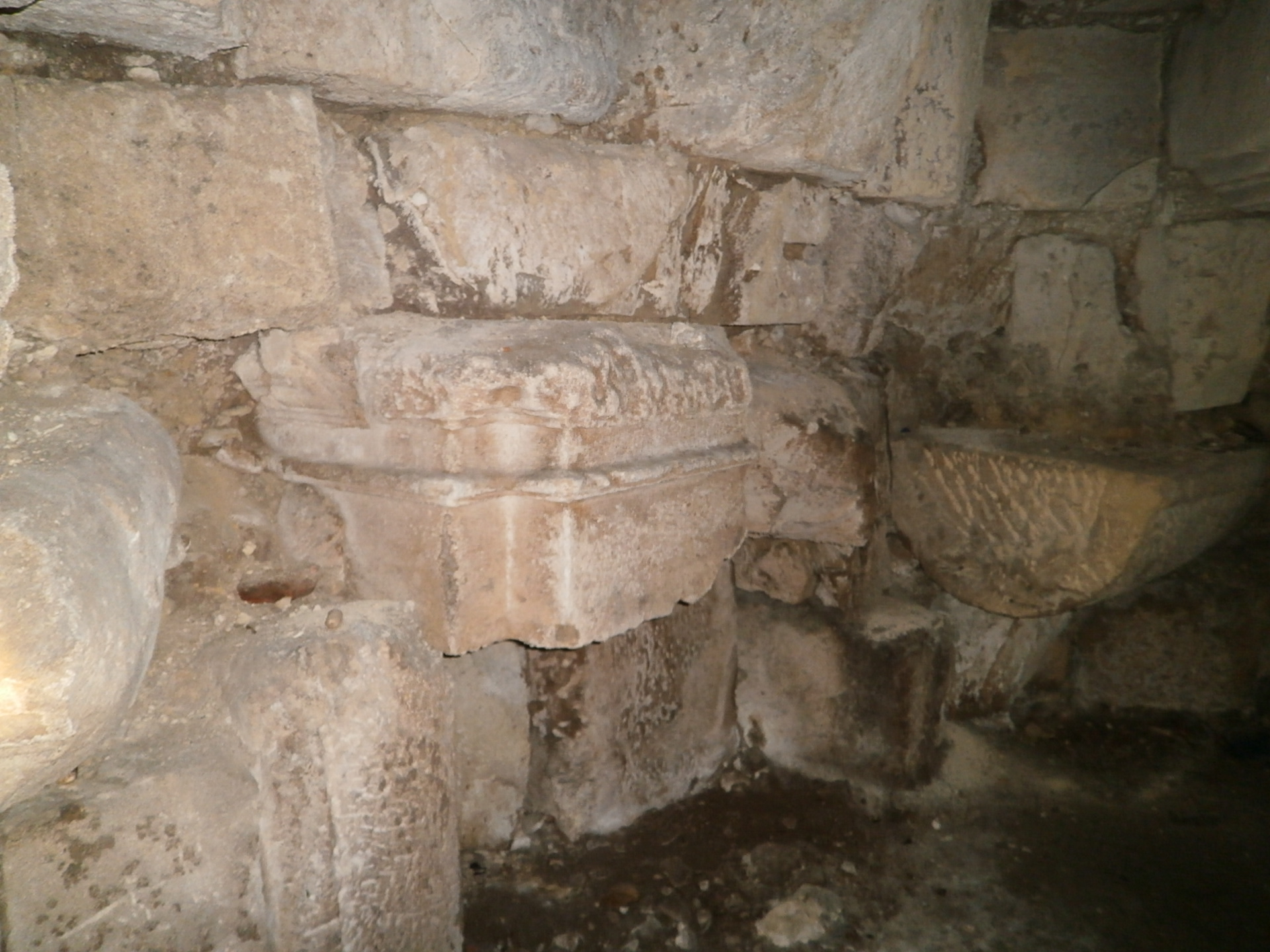
Blocs de remploi ornementés dans les fondations de l'enceinte.

La construction de l'enceinte fait systématiquement appel à des matériaux de remploi, grands blocs, petits moellons retaillés si besoin ou tuiles, certainement prélevés aux monuments et édifices laissés en dehors de son périmètre. Les blocs de grand appareil, les chapiteaux, blocs de frise, etc. et les colonnes (sciées en deux dans le sens de la longueur quand cela s'avérait nécessaire) paraissent avoir été prélevés sur des monuments publics de la ville ; la masse totale des blocs de grand appareil utilisés dans la construction de la muraille est estimée à 50 000 tonnes. Les moellons de petit appareil et les terres cuites (tubuli, fragments de briques ou de tuiles) proviennent probablement d'habitations privées situées à proximité du rempart. Plusieurs éléments funéraires (stèles) retrouvés dans les fondations suggèrent clairement des emprunts aux nécropoles de Caesarodunum. Les apports de matériaux de remploi pourraient même avoir une origine géographique plus lointaine : lors de sa visite à Tours, l’empereur Constantin demandait que les pierres d’Amboise, ville située à 25 km de Tours, soient utilisées pour l’édification du rempart. Cette réutilisation massive d'anciens matériaux de construction n'est pas un cas isolé et ne préjuge pas d'un délaissement fortuit des anciens bâtiments ; il était courant, dans l'Empire romain, de programmer ainsi le recyclage des anciens matériaux dans de nouvelles constructions.

#### Les fondations
Leur structure n’est pas connue avec précision, aucune fouille n’ayant encore permis d’en atteindre la base. Elles sont composées de plusieurs assises de grands blocs de remploi en calcaire (craie dure ou tuffeau, blocs bruts ou sculptés, chapiteaux, tambours de colonnes sciés... ), empilés à joints vifs dans une tranchée sur au moins 3 m de profondeur dont la largeur excède de beaucoup celle du mur en élévation et dont le niveau supérieur ne dépasse pas celui du sol antique, à environ 48,50 m NGF, niveau semble-t-il assez constant sur tout le périmètre de l'enceinte ; au moins six assises de grands blocs ont été identifiées sur le site 3 et il n'est pas exclu que la base des fondations soit, au moins dans ce secteur en bordure de Loire, établie sur des pilotis de bois . Si, côté extérieur, les fondations ne dépassent que très peu l'aplomb du mur de l'enceinte, côté intérieur, elles semblent déborder d'environ 1,50 m dans l'angle nord-ouest, seul point de l'enceinte où elles aient été accessibles.

#### La courtine

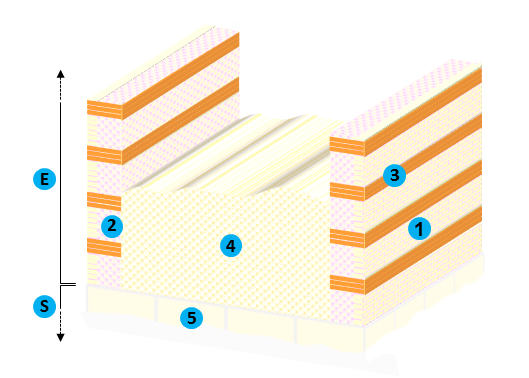
Figure I : Restitution possible de la courtine du castrum, vue en coupe.
(E) élévation - (S) soubassement
(1) parement externe en moellons
(2) blocage lié au mortier rose
(3) lits de briques ou tuiles
(4) blocage lié au mortier blanc
(5) blocs de grand appareil

Les fouilles réalisées sur le site 3 ont permis de déterminer la structure interne de la muraille. À partir des fondations, la courtine présente deux structures différentes. Dans la description ci-après, les chiffres et lettres entre parenthèses font référence aux repères de la figure I.
La première assise au-dessus des fondations est constituée de grands blocs dont la structure est semblable à celle des fondations mais dont la rangée extérieure est chanfreinée (0,30 m en moyenne). Cette première assise est surmontée de plusieurs rangées de grands blocs sur toute la largeur de la muraille (5), l'ensemble constituant le soubassement (S) de la courtine.
Au-dessus du soubassement, l'élévation (E) se compose de deux murets constitués de blocage au mortier rose (2) scandé à intervalles variables de lits de briques sur toute leur largeur (3) ; ce qui sera la face externe de la muraille, une fois achevée, reçoit un parement de petits moellons rectangulaires calcaires cimentés au mortier rose (1) ; ces deux murets, d'une largeur de 0,40 à 0,60 m constituent deux coffrages dont l'intervalle est rempli d’un blocage composé de pierres de forme irrégulière, assemblées au mortier blanc (4). De cette courtine, une fois achevée, n'apparaît plus que le parement extérieur en opus mixtum, dominant dans les constructions gallo-romaines du Bas-Empire. Du fait de son maintien en service jusqu’au début du XVIIe siècle, le castrum a fait l’objet de nombreuses réfections, hors sa face ouest rapidement arasée, et l'opus mixtum, remplacé par d’autres types de maçonneries, n'apparaît plus qu'en de rares endroits. Les trous observés à intervalles réguliers sont des trous de boulins liés à la mise en place d'échafaudages et non des emplacements de clés de coffrages.
La largeur de la muraille, assez constante, est d’environ 4,20 à 4,90 mètres, parements compris. Elle paraît avoir été construite par une succession de tranches verticales comprenant une tour et la partie de courtine allant jusqu'à la tour suivante. La courtine, à une date indéterminée, a été partiellement arasée sur tout son périmètre. Toutefois, en examinant le niveau des fenêtres des tours qui l’accompagnent ainsi que le niveau de son arasement, en comparant ces données avec les enceintes d’autres villes, il est possible d'attribuer à la muraille une hauteur initiale de 8,10 mètres environ, crénelage non compris. Ce crénelage, qui a fort probablement existé, n’a laissé aucun vestige ; sa hauteur est estimée à 1,80 m au-dessus du chemin de ronde. Le mode d'accès au chemin de ronde n'est pas connu. Cependant, une structure encore présente dans l'angle sud-est de l'enceinte et incluse dans le musée des beaux-arts pourrait être interprétée comme un escalier ménagé dans l'épaisseur de la muraille et qui déboucherait au niveau de la tour d'angle sud-ouest.

#### Les tours

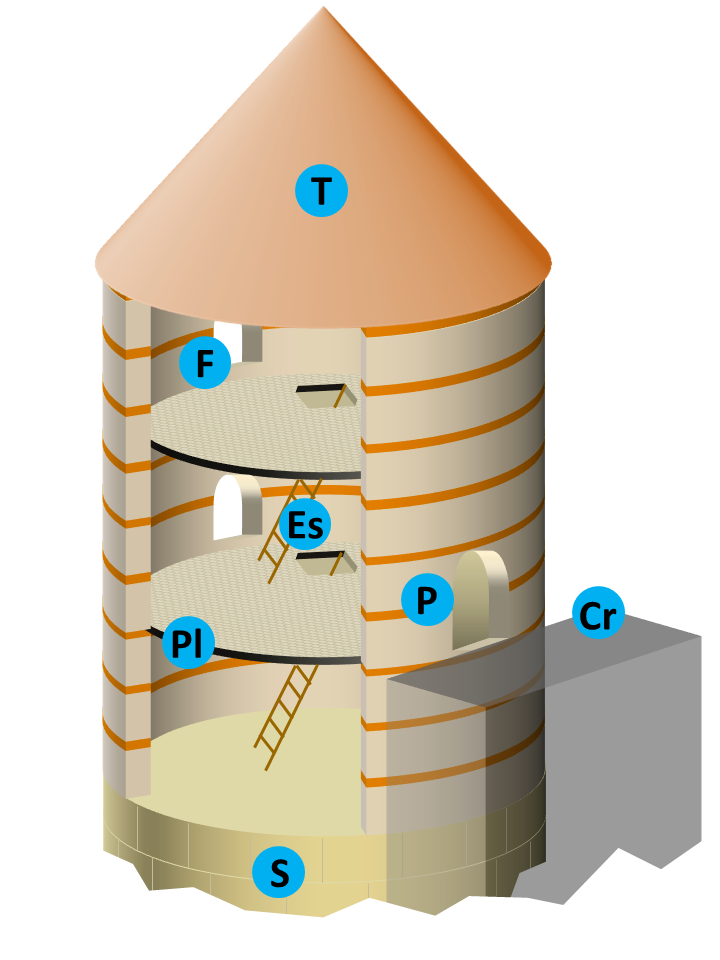
Figure II : Restitution possible d'une tour du castrum.
(Cr) chemin de ronde ; (Es) Escalier ou échelle ; (F) fenêtre ; (P) porte ; (Pl) plancher ; (S) soubassement ; (T) toiture.

La structure des tours est comparable à celle de la muraille. Dans la description ci-après, les lettres entre parenthèses font référence aux repères de la figure II.
Leur soubassement (S), plein, est constitué de grands blocs de remploi. Plus haut, leur maçonnerie fait appel à l’opus mixtum. Leur intérieur, creux, est composé de trois étages séparés par des planchers (Pl). L'accès à la tour devait se faire au niveau de l'étage intermédiaire par une porte (P) ouverte sur le chemin de ronde (Cr) ménagé au sommet de la courtine et les autres étages desservis par des échelles ou des escaliers intérieurs (Es), l'étage inférieur des tours étant fort probablement aveugle alors que les autres étaient pourvus de fenêtres (F) ; les anciennes restitutions imaginaient une structure pleine jusqu'à hauteur de l'actuel premier étage.
Les tours sont presque toutes circulaires, d’un diamètre extérieur de 9 mètres ; elles avancent en dehors de l’enceinte de manière à permettre une libre circulation sur le chemin de ronde ; les tours d'angle voient leur diamètre porté à 11 m.
La première étude complète de l'enceinte, réalisée au début des années 1980, annonçait 25 tours scandant la muraille sur ses quatre faces ainsi que sur le mur du bastion de l'amphithéâtre. Ce nombre est revu à la baisse : l'amphithéâtre n'a pas fait l'objet d'une sur-fortification lors de son intégration au castrum — son haut mur et sa structure massive ne la justifiaient pas et les traces d'arrachement découvertes par Jason Wood sont plus probablement des vestiges de tours édifiées au Moyen Âge à l'occasion des réparations faites à l'amphithéâtre —, la partie nord de l'enceinte, baignée par la Loire, pouvait également se dispenser d'ouvrages de guet et, enfin, le nombre et l'emplacement des tours sur les flancs est et ouest du castrum sont réétudiés. Au terme des études disponibles en 2014, l'enceinte ne devait comporter lors de sa construction que 12 tours circulaires dont quatre tours d’angle, plus quatre tours polygonales encadrant très vraisemblablement les portes occidentale et orientale ; on retrouve le même dispositif au Mans et à Die. La découverte récente de l'une de ces tours polygonales, alors qu'elle était présumée circulaire, amène d'ailleurs à réexaminer l'emplacement des portes.
En raison du nombre d'étages qu'elles devaient comporter, les tours ont une hauteur estimée à 16 m, soit le double de la courtine. Quant au mode de leur couverture, la toiture (T) conique de la tour d'angle subsistante, très restaurée au XIXe siècle, n'est qu'une possibilité ; une toiture à pan unique en pente, par exemple, est tout aussi envisageable.

#### Les accès à l'enceinte

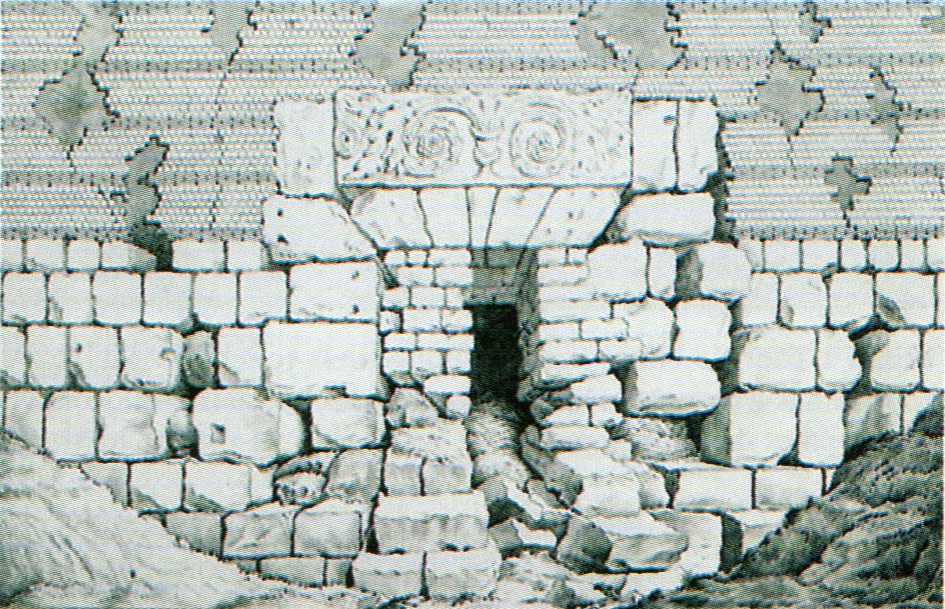
Poterne du tombeau de Turnus.
Dessin de Pierre Beaumesnil.

Deux poternes sont attestées par leurs vestiges. La poterne dite du sud-est est située à l’est du bastion de l’amphithéâtre. Large de 3,20 mètres à l’extérieur, haute de 3,85 mètres, le dallage de son sol est creusé de deux ornières dans lesquelles s’inscrivaient les roues des chariots qui la franchissaient ; elle a été plusieurs fois modifiée au cours du Moyen Âge. La voie qui sortait de la Cité par cette poterne se dirigeait vers le sud-est mais, à l'intérieur de l'enceinte, rien n'indique si elle était raccordée au réseau de la voirie. La poterne du nord-ouest, dite du tombeau de Turnus se trouve dans l’angle nord-ouest de l’enceinte ; son ancien linteau, composé d’un bloc décoré a été démonté au XIXe siècle pour être conservé. Datant probablement de la construction de l'enceinte, haute de 2,30 m seulement, elle a fait l'objet de nombreuses modifications au cours des siècles. Plusieurs fois murée puis dégagée, elle ne semble pas être reliée à une hypothétique voirie à l'intérieur du castrum, mais réservée à la desserte exclusive des bâtiments successifs de l'angle nord-ouest.

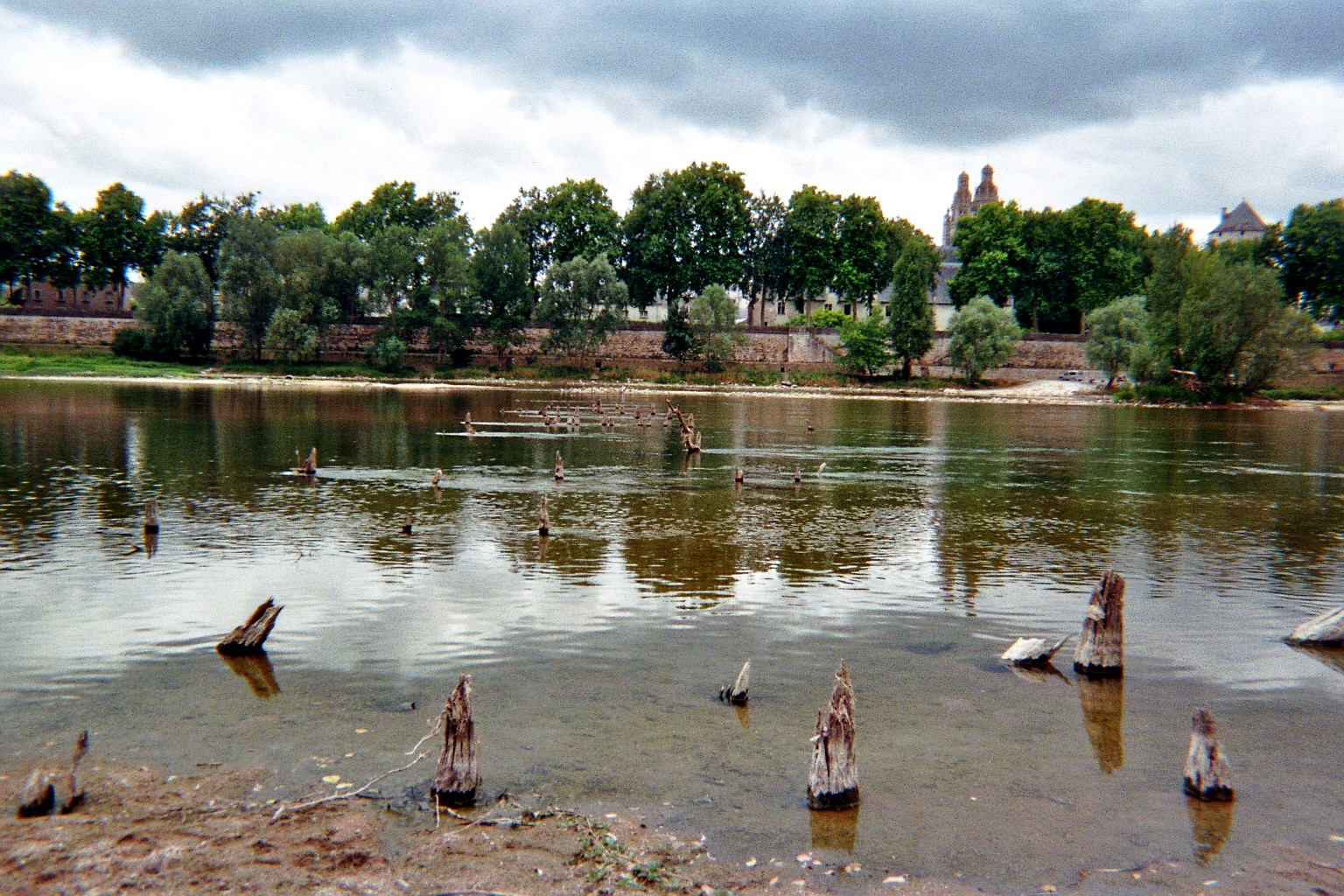
Vestiges du pont du Bas-Empire aboutissant à la porte nord de l'enceinte.

L'existence de deux portes est assurée, même si aucun vestige n'en est avéré en 2014. La porte du nord est une invention récente. En 2000, les archéologues ont découvert que le castrum était desservi par un pont de bois traversant la Loire au niveau de l'île Aucard (de nombreux pieux en place ont été retrouvés dans le lit du fleuve à la faveur des basses eaux). Ce pont aboutissait au milieu de la muraille nord, en alignement du grand axe de l’amphithéâtre. Cette découverte et l'interprétation de résultats de prospections géophysiques par résistivité apparente dans le même secteur laissent à penser qu'une porte pouvait être percée à cet emplacement de la muraille. Il semble que cette porte ait déjà été dessinée vers 1780 par l'acteur et dessinateur Pierre Beaumesnil, chargé par l'Académie des inscriptions et belles-lettres de reproduire des monuments antiques de France, et entre autres de Tours ; un de ses dessins montre l'arc supérieur d'une porte murée et presque totalement enterrée, implantée à l'emplacement précis où pourrait se situer la porte nord de l'enceinte gallo-romaine. L'ensemble formé par le pont, la porte donnant accès à la Cité et tout le dispositif fortifié du castrum semble devoir fonctionner comme un sas permettant le contrôle total du franchissement du fleuve ; aucun autre pont ne semble exister sur la Loire au Bas-Empire, à plusieurs kilomètres en amont comme en aval. Lors de l'intégration de l'amphithéâtre à l'enceinte fortifiée, les vomitoires n'ont pas été murés comme cela a longtemps été écrit ; bien au contraire, les trois vomitoires ouest, sud et est, maintenus à l'extérieur du périmètre remparé, semblent avoir été aménagés en porte monumentale d'accès à l'enceinte, la voie antique passant par le petit axe de l'amphithéâtre étant préservée en dehors du castrum après son édification.

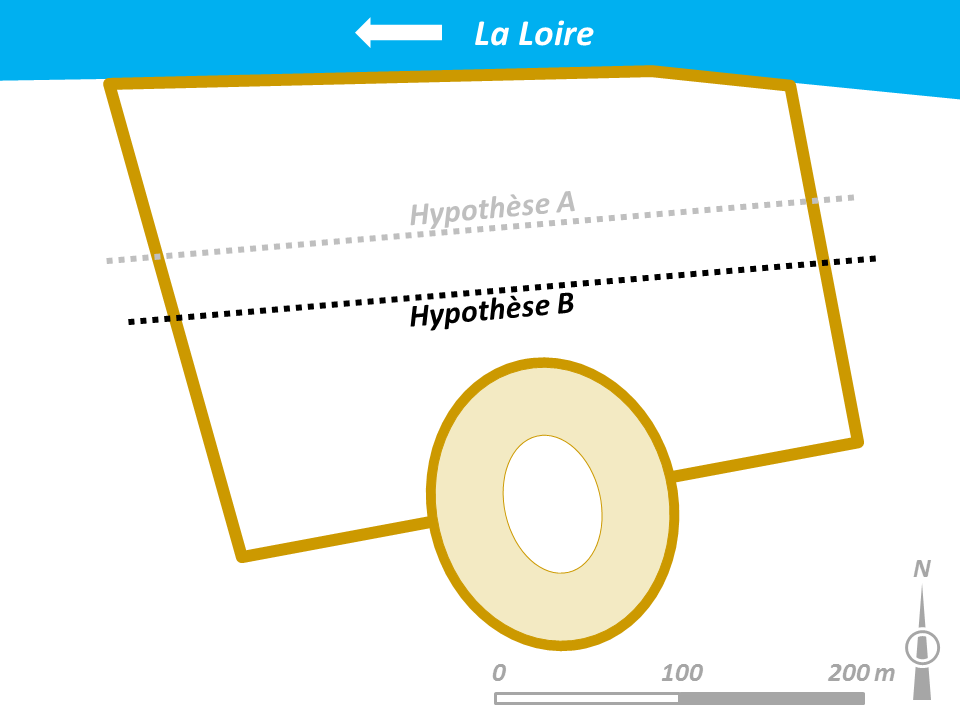
Figure III : Deux possibilités pour une voie est-ouest traversant le castrum.

L’existence de deux portes principales sur les flancs Est et Ouest est presque certaine, très probablement en vis-à-vis, mais elles n'ont laissé aucune trace attestée ; Grégoire de Tours y fait allusion dans l'Histoire des Francs (Livre X, 31) en ces termes : 

« Or, pendant qu'il entrait par une porte, on en faisait sortir par une autre Armentius qui était mort. »

C'est ainsi que Grégoire raconte le retour à Tours de l'évêque Brice après sept ans d'exil à Rome et son entrée dans la ville par la porte de l'est (en direction de Rome) alors que son remplaçant vient de décéder et que son corps quitte la ville par la porte de l'ouest pour être inhumé dans la basilique de Saint-Martin. L'emplacement de ces portes sur les flancs latéraux du castrum est encore discuté. Jusqu'aux années 1980, elles étaient présumées se trouver décalées vers le nord par rapport à la médiane des faces latérales des murailles (Hypothèse A de la figure III), et se trouver ainsi en continuité avec un decumanus de la ville du Haut-Empire qui aurait ainsi traversé le castrum,. La découverte de la tour polygonale, déjà citée, remet en cause cette proposition. Cette tour, d'un modèle réputé pour encadrer les portes des enceintes au Bas-Empire, se trouve située plus au sud de la face est ; une autre tour en vis-à-vis de la porte sur le même flanc de muraille est fort probable, ainsi qu'un groupe symétrique de deux tours sur le flanc ouest. Selon cette seconde proposition, la voie qui les relie, passant plus au sud dans le castrum (Hypothèse B), partagerait l'espace enclos en deux parties nord et sud de superficie sensiblement égale et signifierait une refonte complète de le trame viaire dans cette partie de la ville.

### L'évolution pendant le Haut Moyen Âge

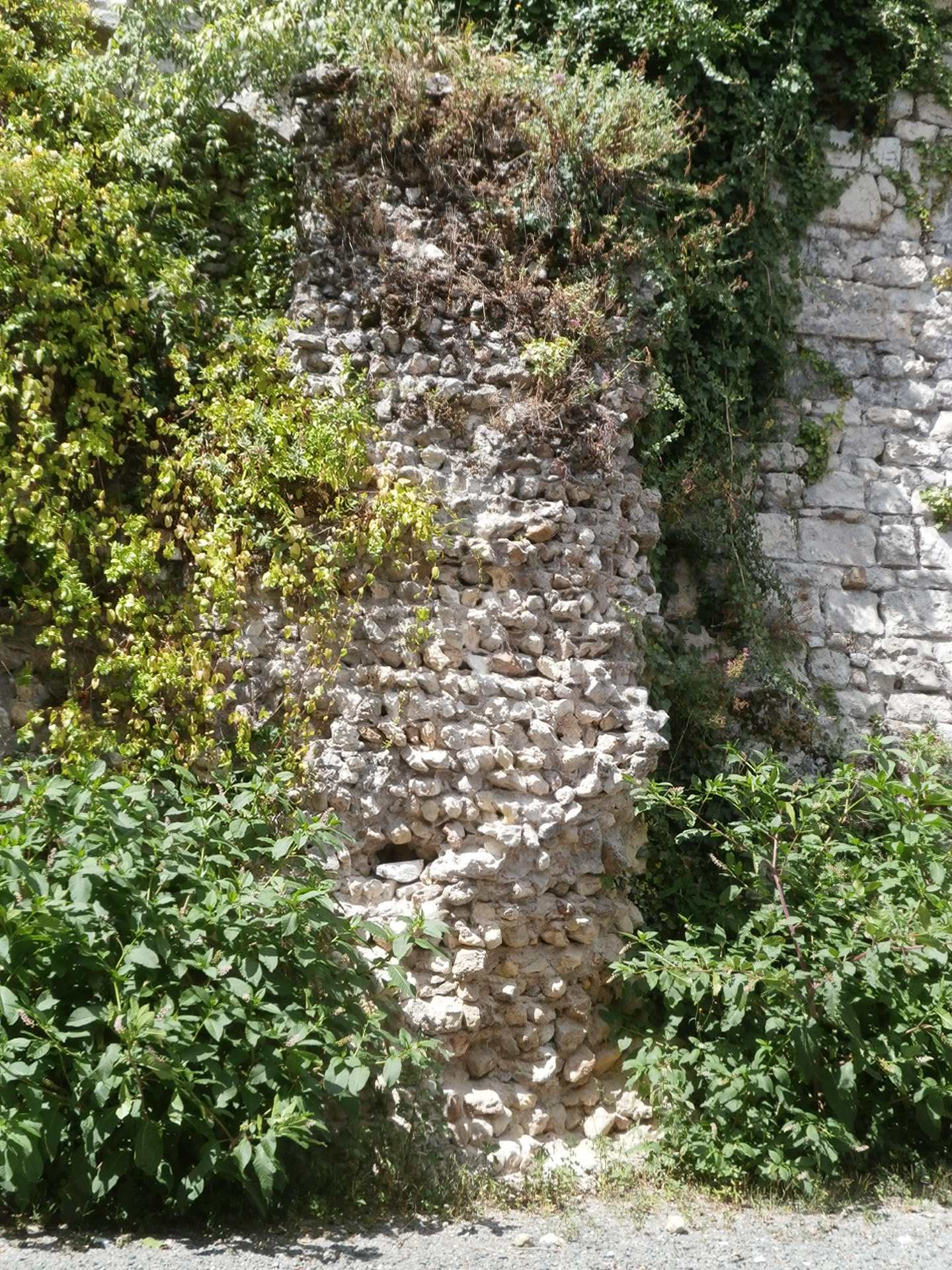
Massif de maçonnerie attribuable à une tour de fortification tardive de l'amphithéâtre.

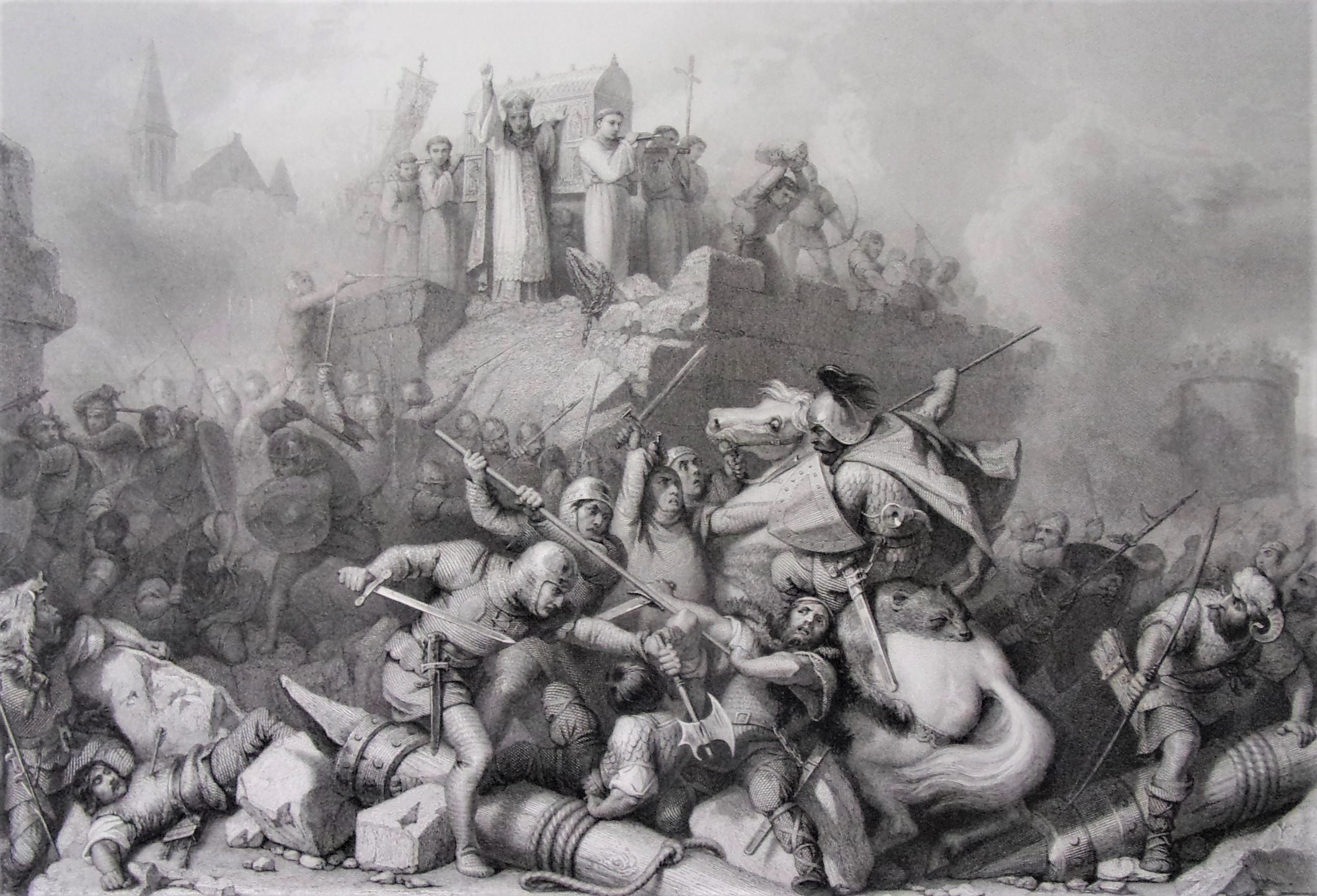
Les Normands mis en fuite sous les murs de la Cité de Tours en 903 par la présentation de la châsse de saint Martin.

Après la construction de l'enceinte des Arcis, probablement au XIIe siècle, il est permis de considérer que le castrum ne constitue plus une entité architecturale à part entière, mais un élément d'un ensemble plus vaste. Les modifications qui lui sont apportées à partir du XIIe siècle, s'inscrivant donc dans le cadre des constructions et aménagements des enceintes agrandies de Tours, ne seront pas mentionnées ici.
Vers le milieu du IXe siècle une partie de la France est victime de raids répétés de la part des Normands. Dans le Val de Loire et notamment à Tours, la première attaque est datée avec précision du 8 novembre 853 ; la dernière a lieu le 30 juin 903 et la tradition rapporte que les assaillants de la Cité sont mis en fuite par la vision de la châsse de Martin, exposée au sommet des remparts. Face à cette menace sur son royaume, Charles le Chauve, d’après les annales de Saint-Bertin, demande en 869 que les murailles de plusieurs villes de la moitié nord de la France, dont Tours, soient réparées : c’est probablement dans ce contexte que l’enceinte du castrum de Tours va, très rapidement, faire l’objet d’un programme de réparations.

#### La réfection de l'enceinte

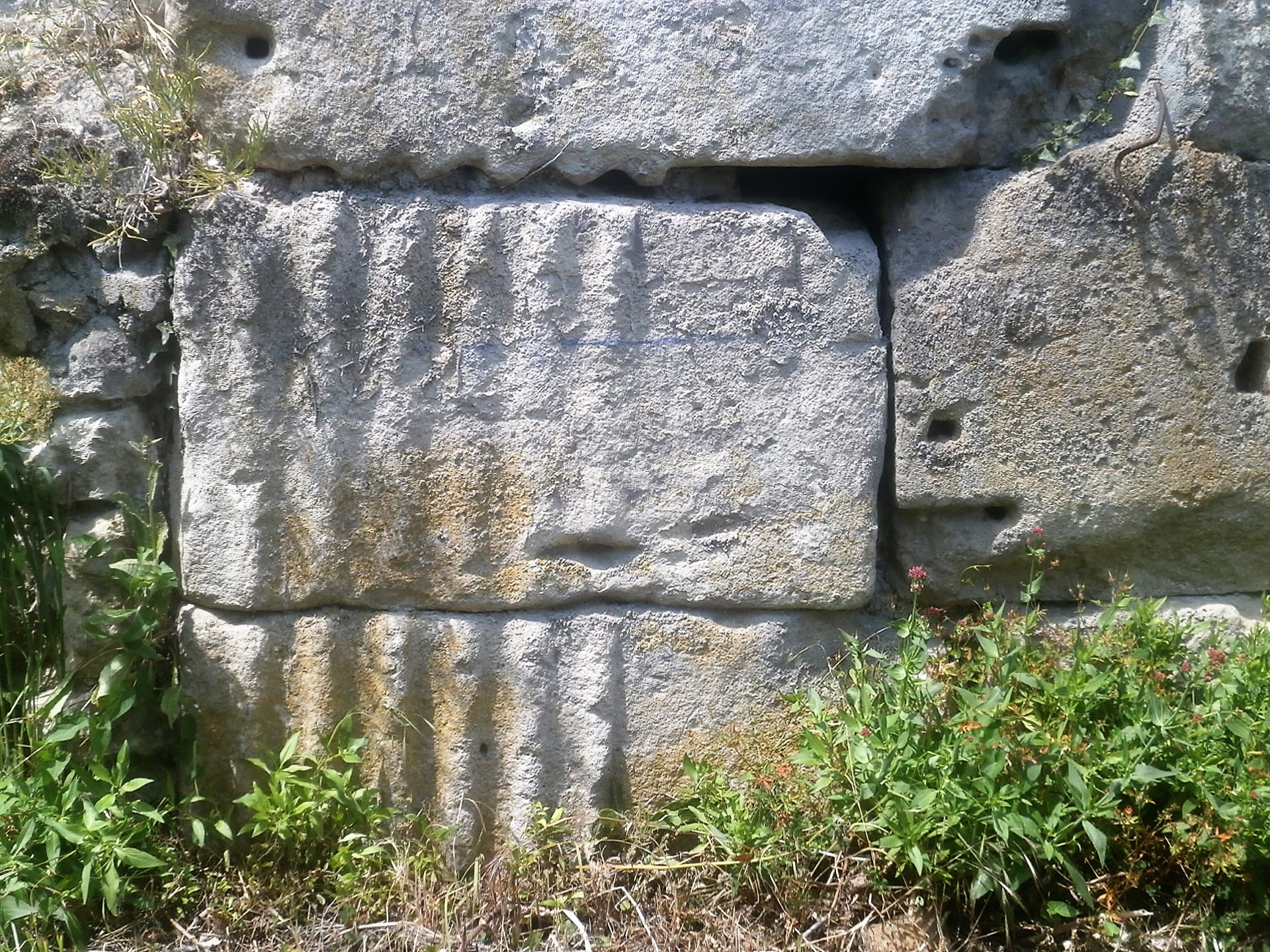
Pilastre réutilisé en réparation de la façade de l'amphithéâtre.

Un chantier de fouilles mené au pied de l'amphithéâtre entre 1978 et 1982, derrière le bâtiment des Archives départementales a révélé que le mur de façade de l’amphithéâtre, probablement en mauvais état, s’était partiellement effondré entre le Ve siècle et le VIIe siècle ; la brèche ainsi créée ne sera colmatée que bien plus tard, peut-être dans le cadre des campagnes de réparations ordonnées par Charles le Chauve. Seront employés pour cela de grands blocs de remploi, dont certains sculptés, qui semblent provenir d’un édifice antique qui aurait survécu jusqu’à cette date dans le castrum, peut-être une basilique. À la même époque, et dans le même secteur, au moins deux tours, dont les vestiges sont encore apparents pour l’une d’entre elles, semblent avoir été construites contre la façade de l’amphithéâtre ; lors de l’étude du castrum faite en 1981, elles avaient abusivement été qualifiées d’antiques et jugées contemporaines de la construction de l’enceinte. Les réparations à l’enceinte devaient être terminées en 877 : à cette date, les reliques de saint Martin avaient été ramenées à l'abri à l'intérieur du castrum
Ce site est le seul sur lequel des réparations de l'enceinte soient en 2014 attestées et datées du Haut Moyen Âge. Ailleurs, sur le périmètre de l'enceinte, elles n'ont pas été mises en évidence, soit parce qu'aucune étude n'a été faite, soit parce que, comme sur le site 3, l'arasement de la muraille a fait disparaître son élévation et avec elle, les traces éventuelles de réfection.

#### Le creusement d'un fossé défensif
La remise en état de la façade de l'amphithéâtre s’accompagne du creusement d’un fossé défensif mis en évidence sur le seul site des Archives départementales, mais qui ceinturait peut être totalement le castrum excepté au nord où il était inutile en raison de la présence de la Loire ; rempli d'eau stagnante (donc probablement sans communication directe ou permanente avec le fleuve) et creusé à environ 15 m du nu extérieur du mur de l'amphithéâtre, ses dimensions sont mal connues car ses berges ont été arasées. Il est progressivement comblé pour disparaître au XIe siècle.

## La Cité: un plan nouveau pour une ville nouvelle

### L'emplacement et le tracé

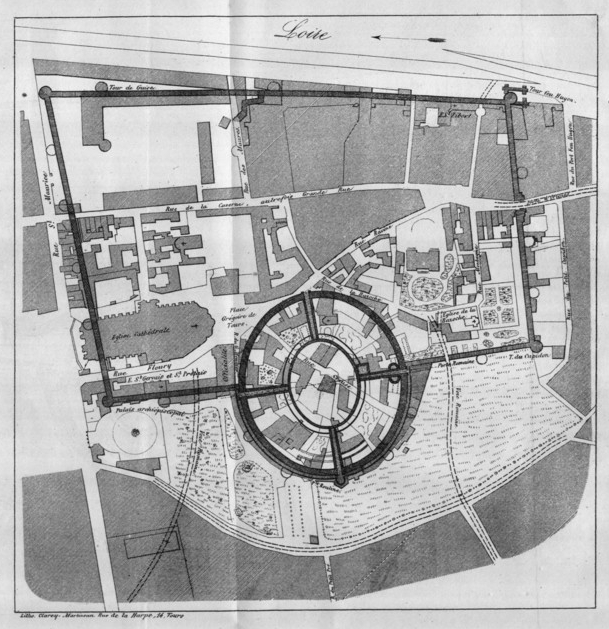
Tracé de l'enceinte du castrum sur un plan de 1855.

En raison de son bon état général de conservation, le tracé de l'enceinte est bien connu dans ses grandes lignes, notamment depuis les travaux du général de Courtigis, chargé en 1853 d'inventorier tous les vestiges gallo-romains de Tours pour le compte de la Société archéologique de Touraine.
L'enceinte du castrum a été établie dans la partie nord-est de la ville du Haut-Empire, en intégrant l'amphithéâtre à sa structure : elle bénéficie ainsi des particularités topographiques favorables qui avaient dicté le choix de l'emplacement de l'amphithéâtre : une éminence alluviale culmine à quelques mètres au-dessus du niveau général de la ville antique et limite les effets de crues de la Loire.
La face sud du castrum est rectiligne, à l’exception de la proéminence de la demi-ellipse sud de l’amphithéâtre formant bastion ; à ce niveau, la courtine vient en butée sur la façade de l’amphithéâtre, dont l’axe nord-sud passe très exactement par la médiane de la muraille sud de l'enceinte. Le tracé et l'organisation de l'enceinte semblent avoir été conçus en fonction de la présence de l'amphithéâtre et se structurent autour de lui. Les enceintes tardo-antiques ayant intégré un amphithéâtre dans leur dispositif de fortification sont relativement courantes en Gaule (Trèves ou Périgueux pour ne citer que ces deux exemples), mais il n'a encore jamais été rencontré de situation où l'intégration soit aussi complète et où le plan de la ville nouvelle ainsi emmurée soit à ce point conditionné par la présence du monument.
Les murailles est et ouest rejoignent les bords de Loire par un angle légèrement ouvert au-delà de l'angle droit en longeant, à l'ouest, la rue Lavoisier par son côté Est et, à l'est, les rues du Petit-Cupidon et du Port-Feu-Hugon par leur côté Ouest. L'ouverture de l'angle sud-ouest de l'enceinte pourrait répondre à la volonté de dévier la partie ouest de la muraille et ainsi de sauvegarder une partie de l'ensemble thermal du Haut-Empire, implanté au nord-ouest de l'enceinte, et dont l'existence se trouve menacée par la construction du castrum.
Au nord, l’enceinte, aujourd'hui séparée de la Loire par le quai André-Malraux, suit au plus près la berge antique du fleuve qui la baignait jadis, ce qui lui vaut de n'être pas parfaitement rectiligne dans sa partie est. Elle sert d'assise au logis des Gouverneurs sur toute sa longueur et au château de Tours (mur pignon nord du Pavillon de Mars) pour ce qui est des édifices modernes.
Le tracé de l'enceinte, tel qu'il peut être proposé en 2014, n'est pas sensiblement différent de celui présenté sur le plan de 1855, exception faite des accès et des tours. Ainsi dessiné, le castrum présente une superficie de 9 hectares pour un périmètre de 1 245 mètres.
Le tracé géométrique de l'enceinte — un trapèze presque rectangle —, à peine perturbé par des contraintes topographiques, la présence de l'amphithéâtre qui structure le castrum autour de lui, sont autant d'éléments qui suggèrent une construction soigneusement planifiée de l'enceinte, « plus proche de celle ayant présidé à l'implantation des camps légionnaires qu'à celle de la majorité des enceintes urbaines de Gaule de la même époque. » En outre, cette planification est un argument de plus en faveur d'une édification faite sans hâte, loin des hypothèses qui, il y a encore quelques décennies, voyaient dans les enceintes du Bas-Empire des constructions réalisées dans l'urgence, sous la pression d'une insécurité permanente.

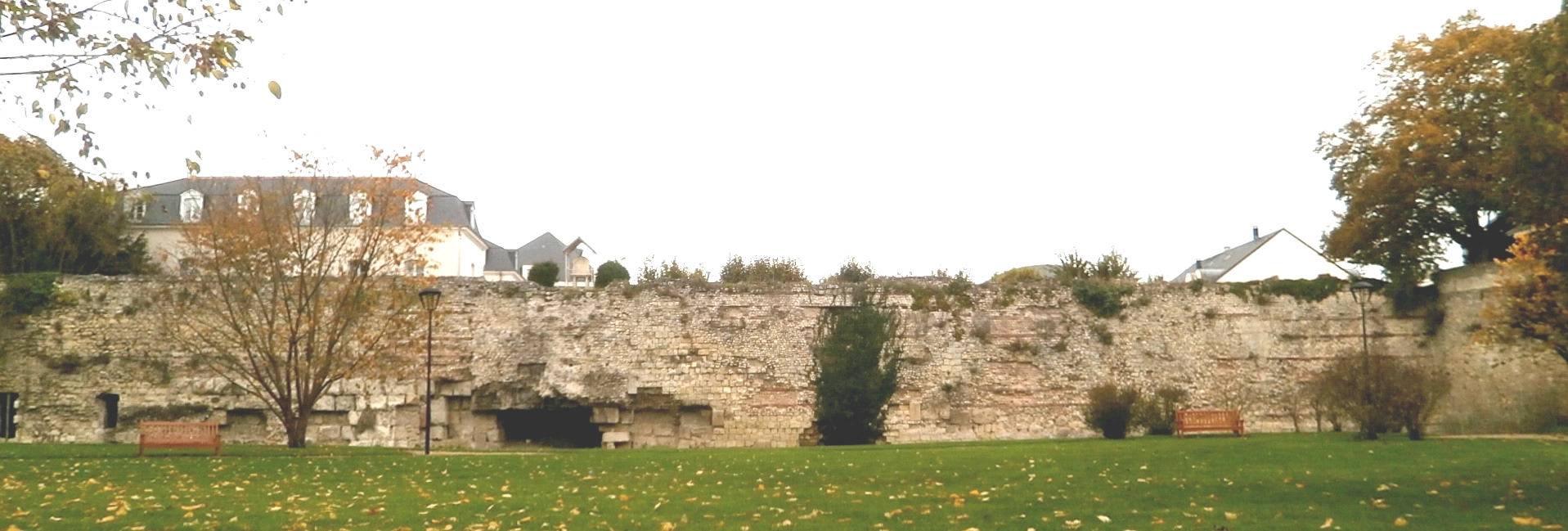
Vue générale de la muraille sud de l'enceinte.

Une proposition de restitution du castrum (animation 3D), mise en ligne sur le site de l'Institut national de recherches archéologiques préventives (INRAP), montre l'architecture générale de l'enceinte et sa structuration autour de l'amphithéâtre.

### La vie dans la Cité
Au même titre que l'étude des réfections de l'enceinte et pour les mêmes raisons, l'examen des modes d'occupation de la Cité, l'espace circonscrit par les murs du castrum, sera limité aux périodes antique et altimédiévale. Les connaissances en ce domaine restent en 2014 très parcellaires, reposant essentiellement sur quelques rares sources écrites (textes historiques, chartes, actes de donation ou d'échanges fonciers), sur les résultats des fouilles sur le site 3 et d'un sondage archéologique au lycée Paul-Louis-Courier, au nord-est du chevet de la cathédrale (en 2000 sous la responsabilité d'Anne-Marie Jouquand, INRAP, dans le cadre d'une opération d'agrandissement du lycée) ainsi que sur les travaux de Bastien Lefebvre sur l'évolution du bâti dans l'emprise de l'ancien amphithéâtre.
Les informations recueillies, disparates dans le temps comme dans l'espace, ne permettent pas de proposer un tableau global de la vie dans la Cité à un moment quelconque de l'Antiquité tardive ou du Haut Moyen Âge. Il est cependant certain que le pouvoir religieux, en la personne de l'évêque, y a constamment siégé, même si, comme ce fut le cas pour Martin, il n'y a pas toujours habité et il est possible que des représentants de l'autorité administrative ou politique, à un niveau qui reste à définir, y aient résidé avant les comtes d'Anjou au XIe siècle.

#### Le réseau viaire
Aucune voie n'est attestée à l'intérieur de l'enceinte au moment de sa construction ; toutefois, les probabilités sont grandes pour qu'une voie nord-sud ait relié le vomitoire nord de l'amphithéâtre à la porte ouverte au milieu de la courtine nord de l'enceinte ; de la même manière, il est permis d'imaginer un axe de circulation reliant les portes orientale et occidentale du castrum, à considérer que ces issues aient réellement existé et que leur emplacement soit fixé. Sur la base de ces hypothèses, la Cité aurait été quadrillée par deux voies se croisant sensiblement à angle droit en son centre et partageant son espace en quatre quadrants de superficie à peu près égale. En l'état actuel des connaissances, les deux poternes attestées ne semblent pas devoir se rattacher à cette ébauche de trame viaire,.

#### Les édifices religieux
Grâce aux œuvres de Grégoire de Tours ainsi qu'aux chartes du Haut Moyen Âge, les édifices religieux à l'intérieur de l'enceinte sont à peu près localisés, à défaut d'avoir été identifiés sur le plan archéologique.

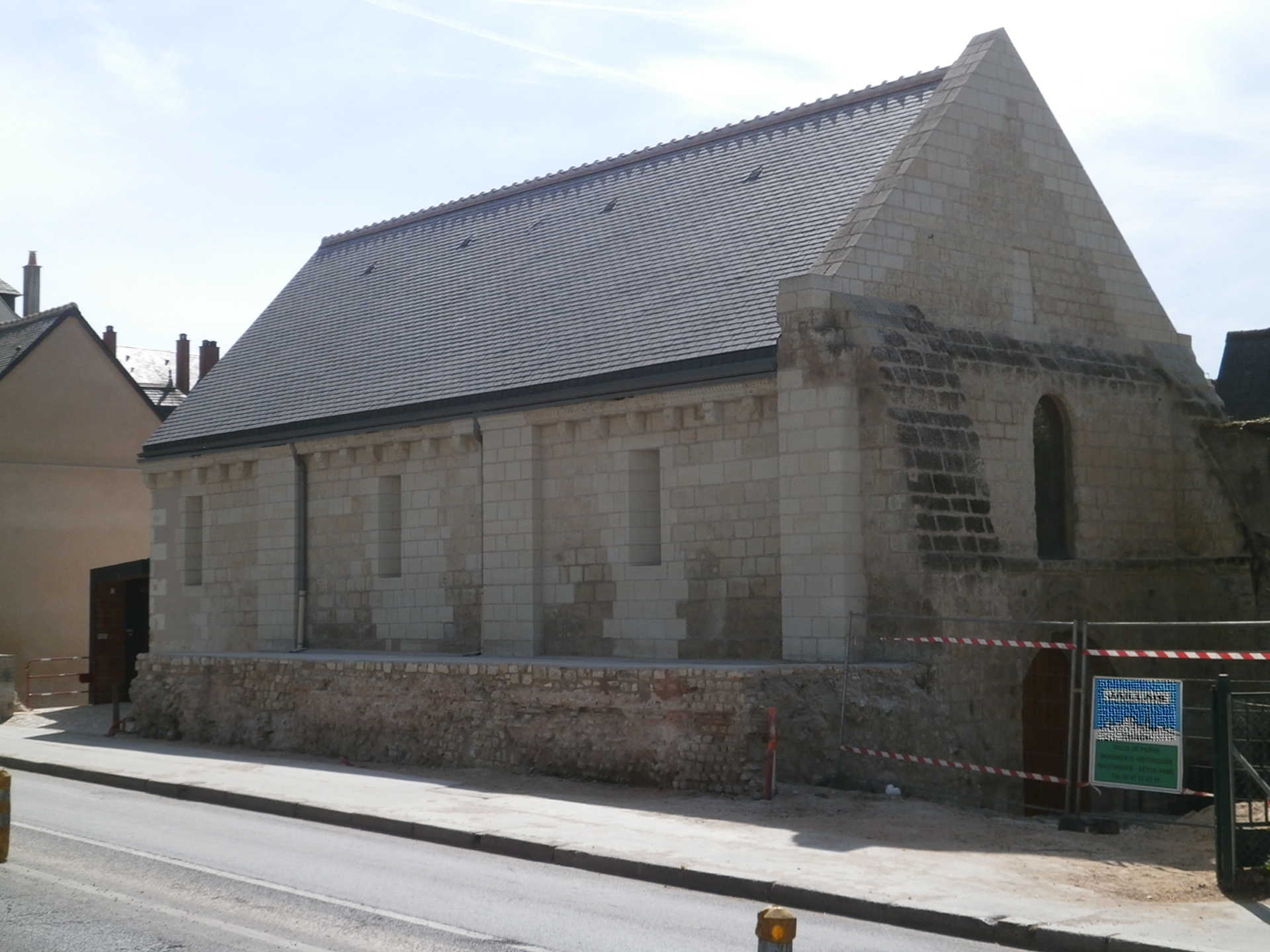
La chapelle Saint-Libert. Devant la chapelle, la muraille gallo-romaine restaurée en 2015.

La première cathédrale de Tours est attribuée à Lidoire, premier évêque de la ville entre 337 et 370. Cette ecclesia prima se situait très probablement à l'emplacement de la cathédrale actuelle, son ouverture tournée vers l'est, à l'opposé de la muraille dont elle était toute proche ; la présence d'un baptistère à proximité, peut-être au nord de la cathédrale, bien que non attestée, est vraisemblable. Eustoche, évêque de Tours de 442 à 458 ou 459 fit entreprendre la construction, peut-être au sud de la cathédrale, d'une église consacrée à saint Gervais et saint Protais. Ommatius compléta le groupe cathédral entre 552 et 556 avec une basilique dédiée à Sainte-Marie-et-Saint-Jean-Baptiste, édifice qui ne fut achevé qu'entre 529 et 547 et qui pourrait se situer au nord de la cathédrale ; l'emplacement de la résidence de l'évêque n'est pas défini. Même s'il présentait l'inconvénient d'éloigner physiquement l'évêque et son siège de la population chrétienne, résidant majoritairement hors-les-murs, dans le suburbium ou dans la campagne environnante, le choix d'implanter les principaux édifices religieux à l'intérieur de la Cité était presque imposé par le statut de personnage officiel accordé à l'évêque depuis les réformes de Constantin en 324.
Un diplôme daté de 919 atteste l'existence, près de l'angle nord-est du castrum, dans la seconde moitié du IXe siècle, d'une église (potentiellement située à l'emplacement de l'actuelle chapelle Saint-Libert) et d'une poterne dans la muraille ; ces deux aménagements ne sont pas, en 2014, archéologiquement attestés.
Dans l'angle nord-est de l'enceinte, vers 875, un bâtiment qui deviendra par la suite la basilique Saint-Martin-de-la-Bazoche permit de mettre à l'abri les reliques de saint Martin, une fois les murs de la Cité réparés.

#### Les bâtiments civils
La partie nord-ouest du castrum a été minutieusement étudiée et son histoire, au moins sur le plan architectural, semble relativement attestée. Les thermes publics du Haut-Empire existant avant la construction de l'enceinte ont cessé de fonctionner pendant l'édification de la muraille. Partiellement amputés et réaménagés, ils ont repris leur activité pour quelques décennies à la fin du IVe siècle avant d'être en partie transformés en habitation ; le reste des bâtiments thermaux a été remplacé par des structures bâties où la maçonnerie cède partiellement la place à la terre. Par la suite, à une période sans preuve manifeste d'occupation, au VIIe siècle, succède vers le milieu du VIIIe siècle un enclos à fonction mal définie mais qui traduit manifestement une partition de l'espace dans la Cité. Au début du IXe siècle les constructions reprennent.
Vers le centre de la Cité, des fouilles préventives préalables à des travaux au sein du lycée Paul-Louis Courier ont mis au jour des traces d'occupation à caractère domestique (silo, fosse d'aisance), datant du IXe siècle.

#### Les occupants de la Cité
Les « archives du sol » sont pratiquement muettes pour renseigner sur le nombre et la nature des habitants de la Cité. Seuls quelques indices ténus permettent d'évoquer des pistes fragiles sur le peuplement du castrum.
Le site 3 semble réservé, tout au long de l'Antiquité tardive et du Haut Moyen Âge, à des habitants appartenant à une forme d'élite sociale ou politique encore à définir, mais dont le statut paraît attesté. Cette hypothèse repose sur la permanence du statut public des bâtiments qui précèdent (thermes du Haut-Empire) et qui suivent (résidence comtale du XIe siècle) cette période.

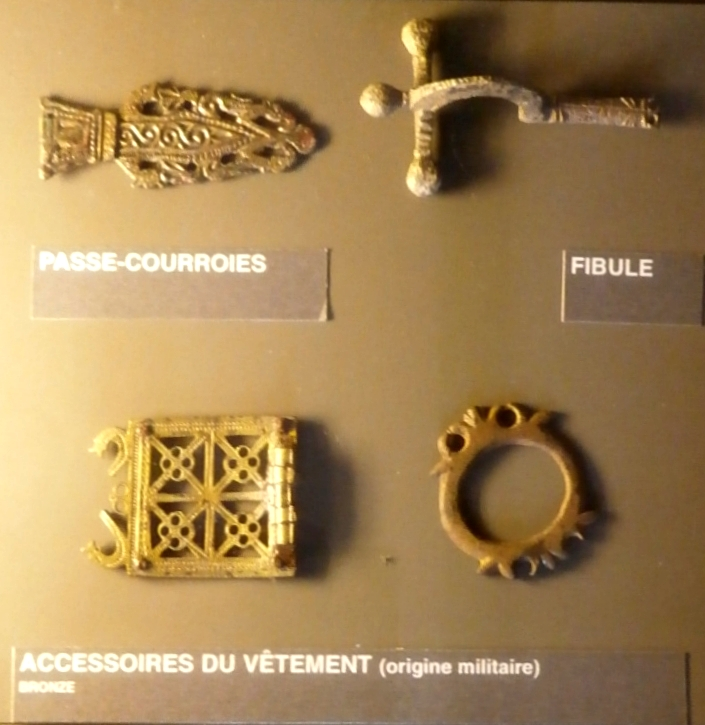
Accessoires vestimentaires du IVe siècle ou Ve siècle.
Atelier Histoire de Tours, Tours.

Au Bas-Empire ou au tout début du Haut Moyen Âge, des populations d'origine étrangère (peut-être des auxiliaires de l'armée) peuvent avoir séjourné de manière plus ou moins permanente dans le castrum. En témoigneraient des pièces d'équipement, comme des fibules, retrouvées dans la Cité ou à ses abords immédiats, des fragments de céramique modelée typique de la fin du IVe siècle et du Ve siècle et semble-t-il, de fabrication locale, qui pourraient être attribuées à des populations d'origine étrangère évoluant dans un environnement économique dégradé. Dernier indice potentiellement concordant, une proportion non négligeable d'os de cheval a été retrouvée dans un fossé du IIIe siècle comblé au siècle suivant : les populations d'origine germanique de cette époque avaient de telles habitudes alimentaires.
Les travaux de Bastien Lefebvre n'ont pas permis d'avancer dans la connaissance de l'évolution de l'amphithéâtre pendant le Haut Moyen Âge : aucune réponse ne peut être apportée aux questions sur les modalités d'occupation de l'emprise de l'amphithéâtre et sur la population de ce quartier.

Toutefois, et d'une manière très schématique sur la période allant du IVe siècle jusqu'au Xe siècle, la Cité paraît être occupée, dans sa moitié nord, par une population laïque, avec au premier rang les représentants de l'autorité administrative, alors que la partie sud semble dévolue aux religieux, autour de l'évêque. 

### L'environnement de la Cité du Bas-Empire

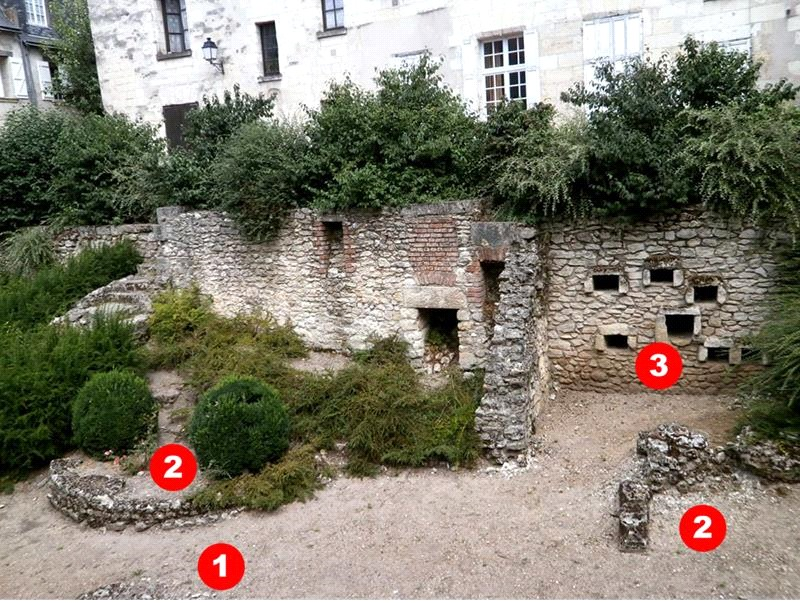
Le site de Saint-Pierre le Puellier.
(1) Ier siècle - (2) IIIe siècle
(3) XIe siècle

S'il paraît acquis que le castrum abritait les autorités administratives et religieuses de la ville, reste à définir de quelle ville il s'agissait. Jusqu'aux années 1980, certains archéologues et historiens pensaient que toute trace d'habitation avait pratiquement disparu à l'extérieur des murs, dans la crainte de voir ces bâtiments utilisés comme poste avancé par d'éventuels assaillants et que la ville ouverte antique avait fait place aux ruines et à l'agriculture. Cette hypothèse de travail n'était pas propre à Tours mais elle était formulée pour bon nombre de villes en Gaule à la même époque ; elle reposait principalement sur la présence, dans les strates archéologiques, d'un faciès alors très mal connu, les terres noires, attribué à un délaissement des anciennes zones urbanisées. Même si de nombreux progrès restent à accomplir pour mieux comprendre ces terres noires, il semble désormais admis, y compris par ceux-là mêmes qui envisageaient le scénario d'un retour à la nature dans les anciennes villes, qu'elles sont le reflet d'une présence humaine persistante mais selon des modes de vie totalement renouvelés.
À Tours, l'émergence du christianisme s'avère un élément fondateur du paysage de la ville au-delà des murs de la Cité,. Au IVe siècle, Lidoire fait construire une basilique à 1 km à l'ouest de la Cité, et en 397 Martin est inhumé dans une nécropole du Bas-Empire, à quelques centaines de mètres au sud-est de cette basilique. Son tombeau sera accompagné au Ve siècle d'une basilique à sa gloire, prélude au développement urbain de ce quartier au Moyen Âge. Quelques rares bâtiments civils sont attestés au Bas-Empire entre ces basiliques et la Cité sur le site de Saint-Pierre-le-Puellier par exemple ; une habitation, plus proche de l'actuel centre-ville, sera dotée au IIIe siècle d'un balnéaire. En dehors de ces quelques repères archéologiquement avérés, rien n'émerge avec certitude, même s'il est très probable que des commerçants et artisans étaient installés à proximité du castrum pour subvenir aux besoins de la population intra-muros.
Cette méconnaissance de l'histoire de l'Antiquité et du Haut Moyen Âge de Tours peut, en grande partie, s'expliquer par deux facteurs directement liés aux contraintes de l'archéologie urbaine. L'épaisseur des strates archéologiques atteint 8,50 m dans les zones les plus anciennement et les plus densément peuplées, c'est-à-dire en bord de Loire ; il est facile de concevoir la difficulté pratique à mener des fouilles ou même des sondages à une telle profondeur sur des surfaces qui sont en général assez réduites. La superficie fouillée ne représente que 0,6 à 1,5 % de l'espace urbanisé ancien, selon l'époque historique considérée ; avec une aussi faible représentativité, il est hasardeux d'extrapoler les résultats obtenus.
En 2014, la physionomie de cette capitale d'une province romaine reste pour l'essentiel inconnue, entre un castrum de quelques hectares de superficie ne pouvant abriter qu'un nombre limité d'habitants et un suburbium dont les modalités d'occupation posent encore question.

## Études et vestiges

### Les principales études sur le castrum
En 1784, l'acteur et dessinateur Pierre Beaumesnil faisait paraître, sur commande de l'Académie des inscriptions et belles-lettres, le recueil Antiquités et Monuments de la Touraine, 1784 ; ce document reproduisait plusieurs dessins de la muraille du IVe siècle, dont celui de la face nord où apparaissait une porte, plus tard disparue mais redécouverte au début des années 2000 par des méthodes de prospection géophysique.

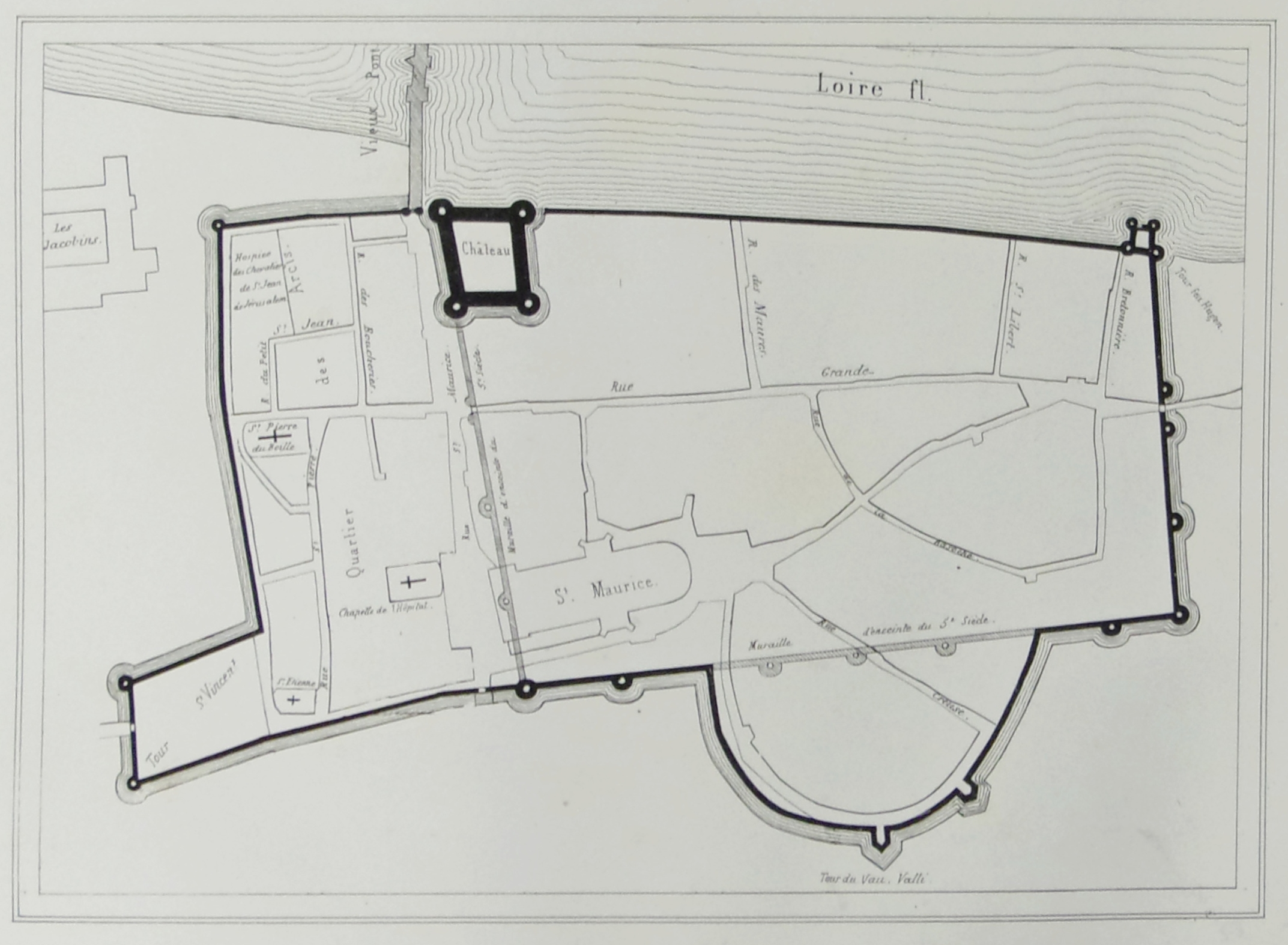
L'enceinte de Tours dans l'Antiquité (présentée comme rectiligne dans sa partie sud) et au Moyen Âge (après ajout de la muraille courbe).

La Société archéologique de Touraine (SAT), fondée en 1840 dans un contexte national de grand intérêt pour l'archéologie,, joua un rôle capital dans la connaissance du tracé de l'enceinte. Alors qu'au début du XIXe siècle la proéminence de l'amphithéâtre était considérée comme un ajout médiéval et qu'en 1841 un plan du castrum montrait une face sud rigoureusement rectiligne et ignorant le bastion de l'amphithéâtre, les membres de la commission créée en 1853 pour inventorier les vestiges antiques de Tours et dirigée par le général de Courtigis s'aperçurent que, dans les caves du quartier de la cathédrale, ils n'étaient pas en train d’explorer les vestiges de thermes monumentaux, comme ils le croyaient — un des bâtiments concernés est pourtant toujours appelé « Justice des bains » — mais ceux d’un amphithéâtre. Grâce à ces découvertes, le plan de l'enceinte pouvait être rectifié dès 1855.
En 1938, le baron Henry Auvray publia, dans les bulletins de la SAT, les résultats de ses observations sur les vestiges de la Touraine antique sous le titre La Touraine gallo-romaine. De nombreuses pages étaient consacrées à l'enceinte du Bas-Empire, Auvray collationnant les découvertes antérieures qui y étaient associées et les complémentant par ses propres observations, sous la forme d'une « promenade » le long du rempart.

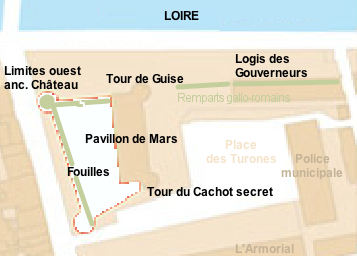
Le site 3.
La zone des fouilles est matérialisée par les pointillés rouges.

De 1974 à 1978, le site 3, c'est-à-dire l'angle nord-ouest de l'enceinte du IVe siècle, a fait l'objet de cinq campagnes de fouilles d'environ dix semaines chacune. Y ont été étudiés les thermes du Haut-Empire et leur évolution au Bas-Empire, les premiers bâtiments du Haut Moyen Âge puis le château de Tours du XIe siècle continuellement remanié jusqu'à sa destruction au tournant du XIXe siècle. C'est également sur ce site 3 que les connaissances sur la structure de l'enceinte du Bas-Empire sont les plus précises, puisque même les fondations y étaient (partiellement) accessibles. Même si les résultats de cette longue fouille ont été partiellement publiés à plusieurs occasions, le rapport final n'est paru qu'en juin 2014, le délai entre fouille et publication ayant été mis à profit pour parfaire l'analyse de la masse d'informations recueillies grâce à l'outil informatique, inexistant quarante ans plus tôt.
En 1978, un projet (non concrétisé) d'agrandissement du bâtiment des archives départementales offrit l'occasion d'engager des fouilles au pied de la muraille du castrum, dans la partie curviligne sud-est de l'amphithéâtre. Les résultats de ces fouilles, qui se sont déroulées de 1978 à 1982, ont abouti à une réécriture de l'histoire de l'intégration de l'amphithéâtre à l'enceinte fortifiée et de son évolution pendant le Haut Moyen Âge, objet d'une publication dans Tours antique et médiéval,.
En 1980, l'archéologue Jason Wood entreprit une étude exhaustive du castrum. Publiée en 1983, cette étude reste en 2014 la seule entièrement consacrée à l'enceinte du Bas-Empire, même si des travaux plus récents en ont remis en cause certaines des conclusions.
Luce Pietri a publié en 1983, sous le titre La ville de Tours du IVe au VIe siècle. Naissance d'une cité chrétienne, une thèse de doctorat d'État consacrée au rôle joué par la christianisation et ses acteurs (dont Martin) dans la genèse topographique et historique de la ville ; se basant sur les données archéologiques existantes et sur l'analyse des textes historiques, elle propose, entre autres, un schéma d'organisation du groupe épiscopal dans la Cité.
L'archéologue Jacques Seigne a entrepris, vers 2003, un réexamen de l'ensemble des données des précédentes études archéologiques concernant l'enceinte du Bas-Empire ; il les a complétées des travaux plus récents (2003 : découverte des ponts antiques, 2005 : nouvelle vision de l'histoire de l'amphithéâtre) pour aboutir à une mise à niveau des connaissances concernant le castrum ; ses travaux ont fait l'objet de publications. Plusieurs chapitres de Tours antique et médiéval y sont consacrés.
En 2008, Bastien Lefebvre, dans sa thèse de doctorat en archéologie, étudia l'évolution du quartier canonial de Tours, dont une partie est construite sur les ruines de l'amphithéâtre, au cours des siècles. Même si le castrum n'était pas l'objet central de ses travaux, il décrivit les réparations faites au IXe siècle à l'amphithéâtre intégré à l'enceinte antique et chercha à préciser les modalités d'utilisation du sol pendant le Haut Moyen Âge dans la partie de la Cité située dans l'emprise de l'amphithéâtre .

### Les vestiges de l'enceinte

Figure IV : Localisation de quelques vestiges sur un plan simplifié du quartier.
En bistre, les contours de l'amphithéâtre et du castrum.
(1) et (2) poternes - (3) tour - (4 à 6 et 12) courtine
(7 à 10) et (11) fondations.

L'enceinte du Bas-Empire de Tours est partiellement versée à la liste des monuments historiques depuis 1927, au titre d'édifice inscrit. D’importants vestiges en sont encore visibles à ciel ouvert (les chiffres entre parenthèses se rapportent aux légendes des photographies ci-dessous et/ou aux repères localisant ces vestiges sur la figure IV) :
Les fondations sont accessibles dans les caves du Musée des beaux-arts (ancien archevêché), place François-Sicard ainsi que dans des caves voisines ; parmi les éléments de remploi, on y voit des blocs sculptés (7), des colonnes sciées (8), deux blocs gravés célébrant « la cité libre des Turons » : CIVITAS TVRONORVM LIBERA (9 et 10) et un chapiteau carré (11).
Deux poternes sont encore visibles, au sud-est, jardin des Vikings, la poterne conservant le dallage de son sol intact (1) et au nord-ouest, quai André-Malraux (2).
Plusieurs tours sont conservées : la tour d’angle « de l’Archevêché » au sud-ouest dans une dépendance du Musée des beaux-arts, place François-Sicard, très restaurée au début du XXe siècle mais sa hauteur d’origine doit être sensiblement respectée (3), la tour « du Petit-Cupidon » au sud-est, rue du Petit-Cupidon, arasée à hauteur de la courtine (elle est ainsi nommée car elle était censée être construite à l'emplacement d'un temple romain dédié à Cupidon mais cette tradition datant du XVIIe siècle n'est pas attestée) et pourvue d'une balustrade à une époque indéterminée, ainsi que les vestiges de trois autres tours, l'arrondi de la première se devinant dans les maçonneries en élévation de la tour sud de la cathédrale, la base des deux autres se situant à l’entrée du cloître de la Psalette et à l’angle nord-ouest du castrum (site3).
Des coupes du rempart sont visibles à l’entrée de la rue Fleury, côté sud (on y distingue très bien la structure interne de la muraille) et contre la tour nord de la cathédrale Saint-Gatien de Tours pour la face ouest, ainsi qu’à l’intersection de la rue des Maures et du quai André-Malraux ou au niveau de la chapelle Saint-Libert, quai André-Malraux, pour la partie nord.
D’importantes portions de la courtine subsistent encore. La plus longue se trouve dans le « Jardin des Vikings », rue des Ursulines, depuis l’amphithéâtre jusqu’à la tour du Petit-Cupidon ; sur cette portion de courtine, on peut voir une brèche que la tradition attribue aux Normands lors de l'un de leurs raids pour tenter de s'emparer de Tours en 903 (4) ; le mur est conservé sur la presque totalité de sa hauteur, depuis les soubassements en grand appareil de remploi (5) jusqu’au sommet de la courtine, hormis les créneaux ; en raison des réfections successives, l’opus mixtum d’origine n'apparaît plus que par places. Derrière des immeubles de la rue du Petit-Cupidon et de la rue du Port Feu-Hugon, des cours intérieures limitées à l’ouest par l’enceinte permettent de voir des portions de courtine où le petit appareil est bien conservé. Côté septentrional, les bases du mur nord de la chapelle Saint-Libert (12) et du Logis des Gouverneurs, quai André-Malraux, (6) sont constituées du rempart lui-même et, plus à l’ouest, une autre portion de courtine ayant constitué le soubassement du château de Tours rejoint la poterne du nord-ouest et la tour d’angle.

Vestiges aériens de l'enceinte du castrum de Tours
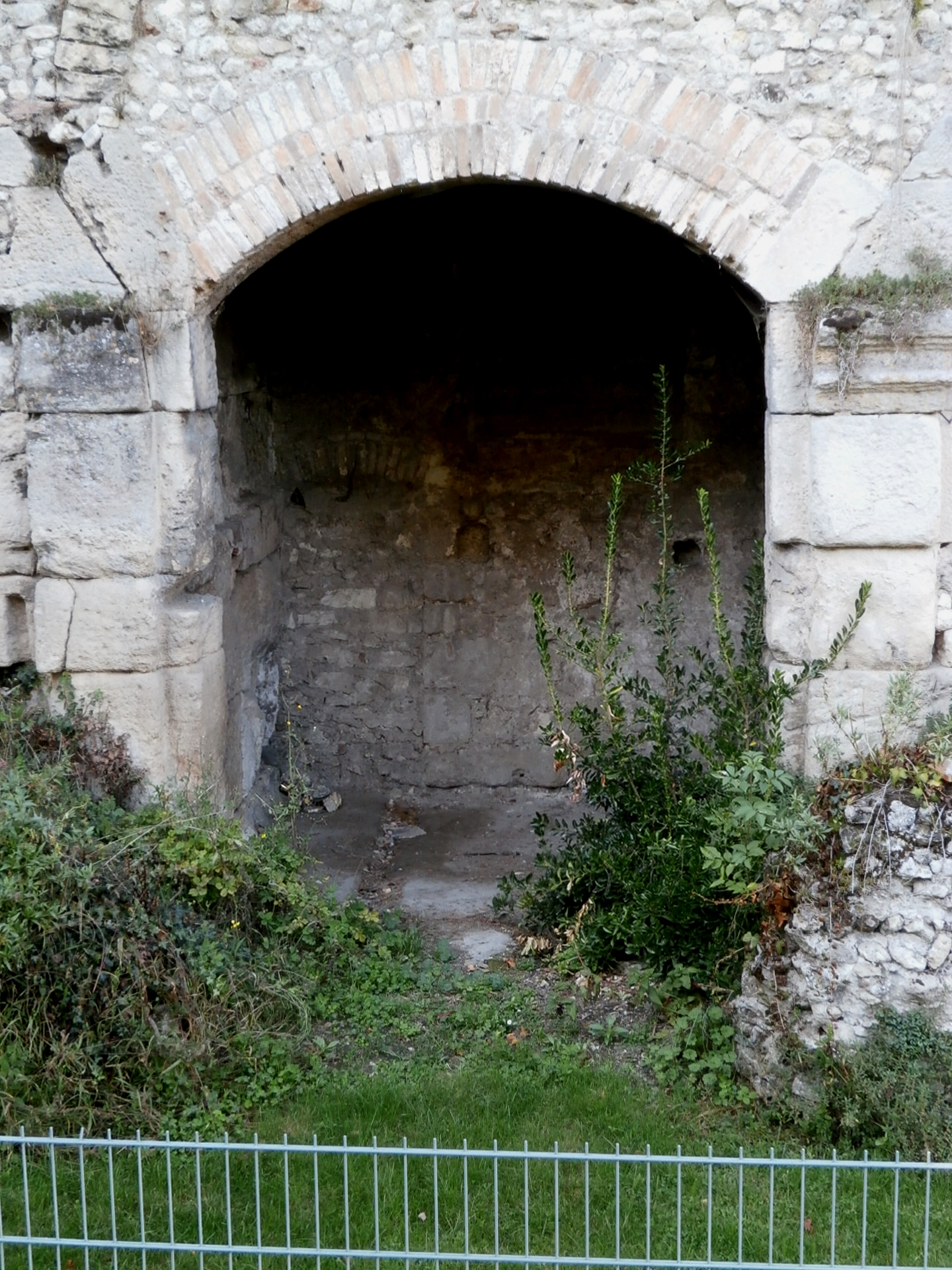
Photo 1 : Poterne du sud-est
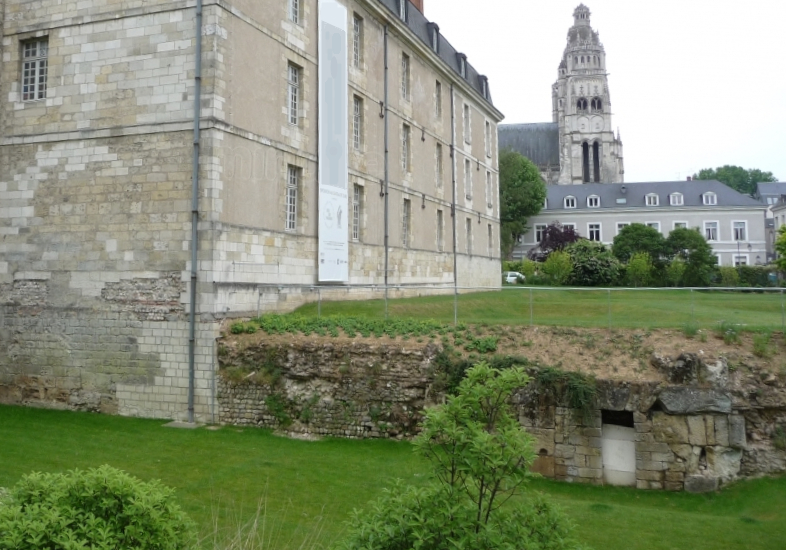
Photo 2 : Poterne du nord-ouest
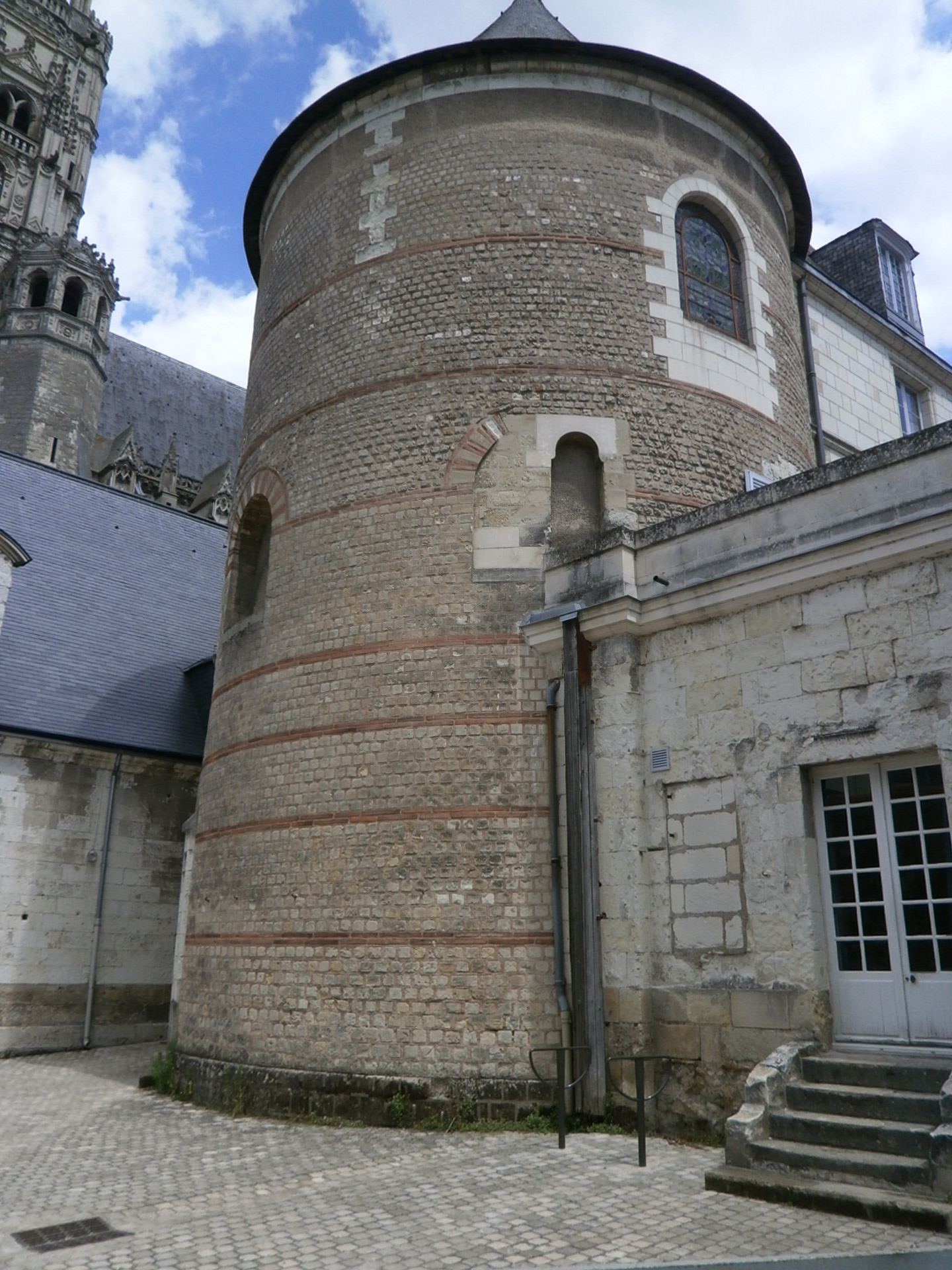
Photo 3 : Tour de l'Archevêché
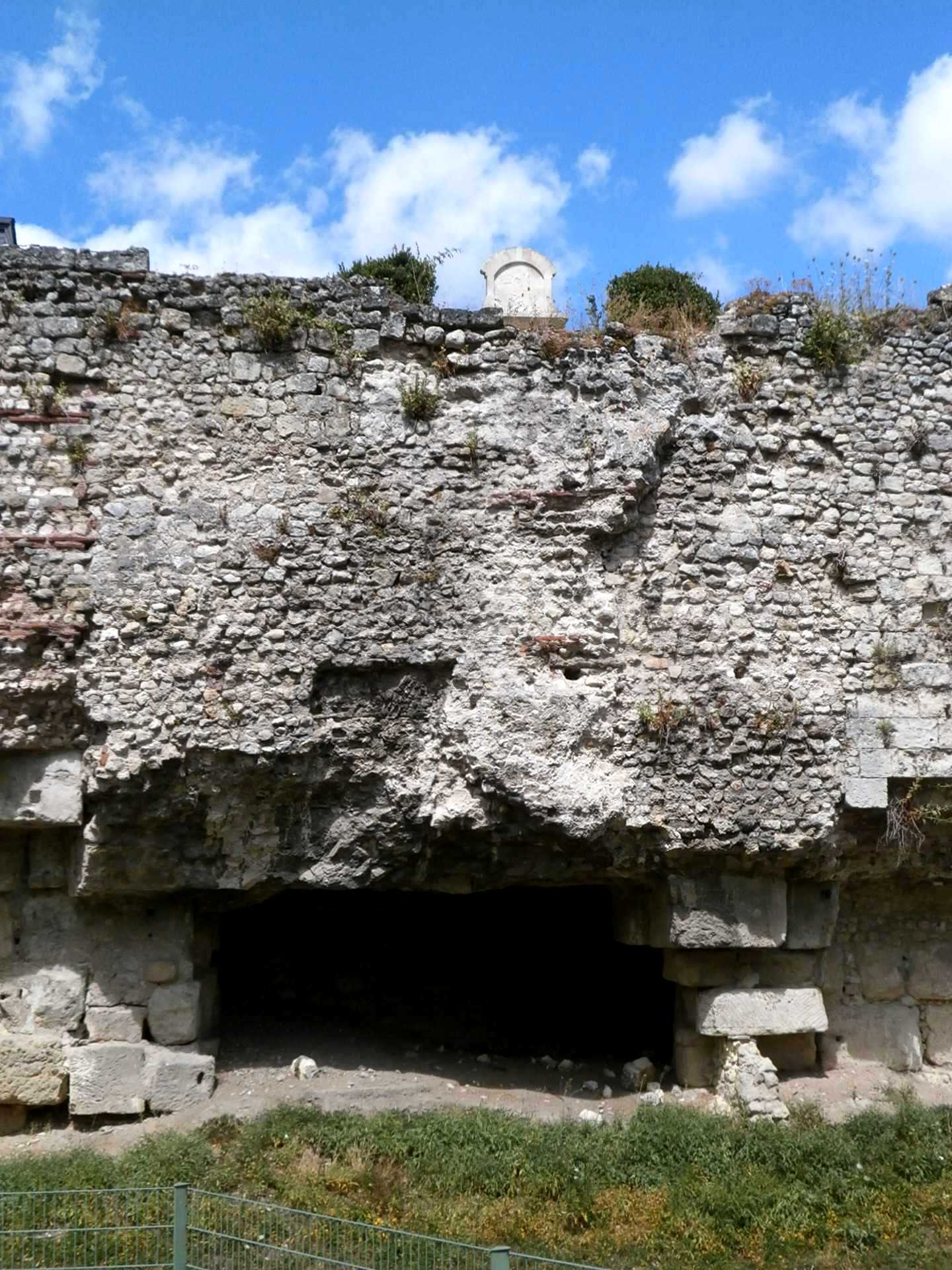
Photo 4 : Brèche des Normands
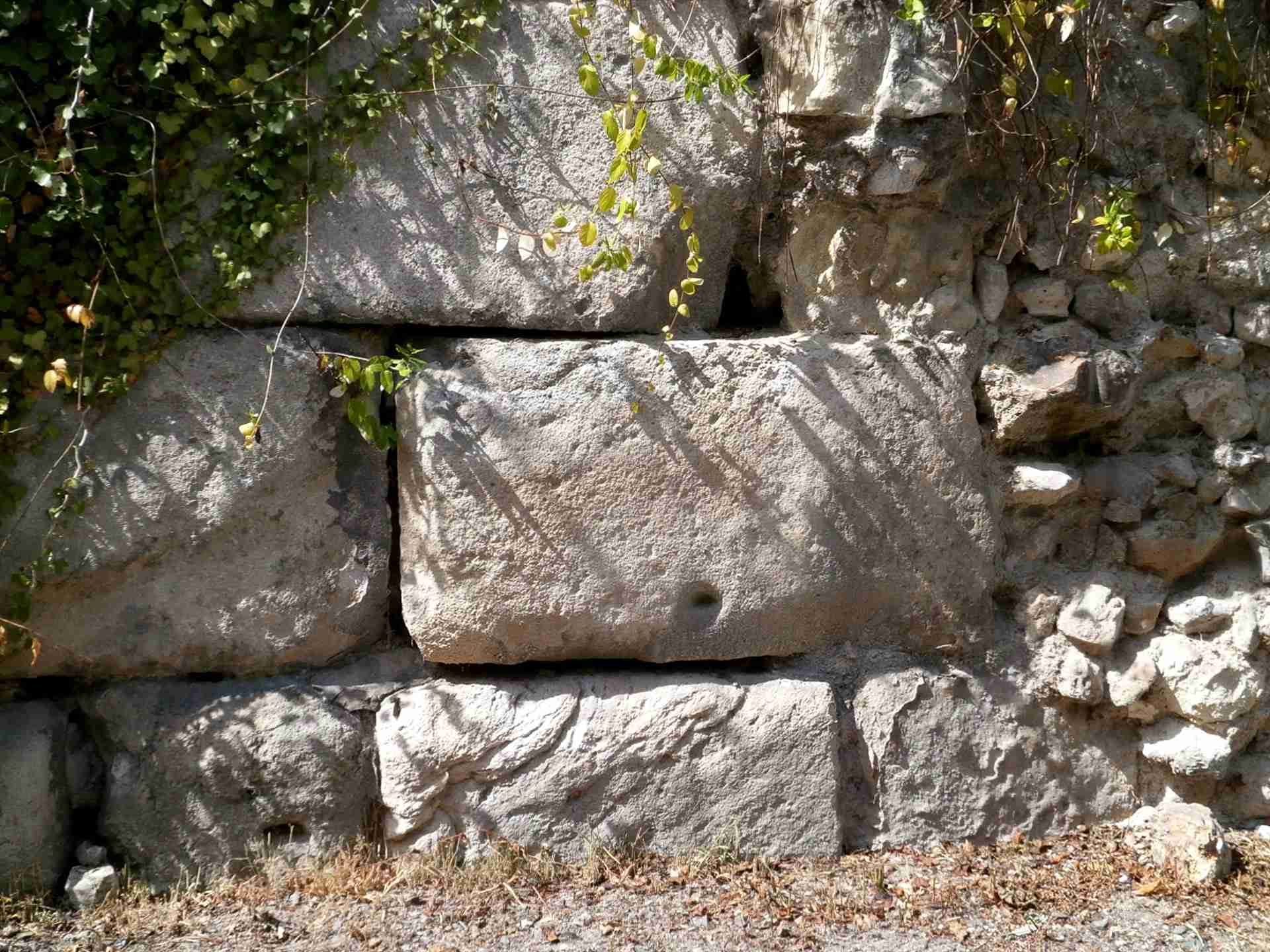
Photo 5 : Soubassement en grands blocs
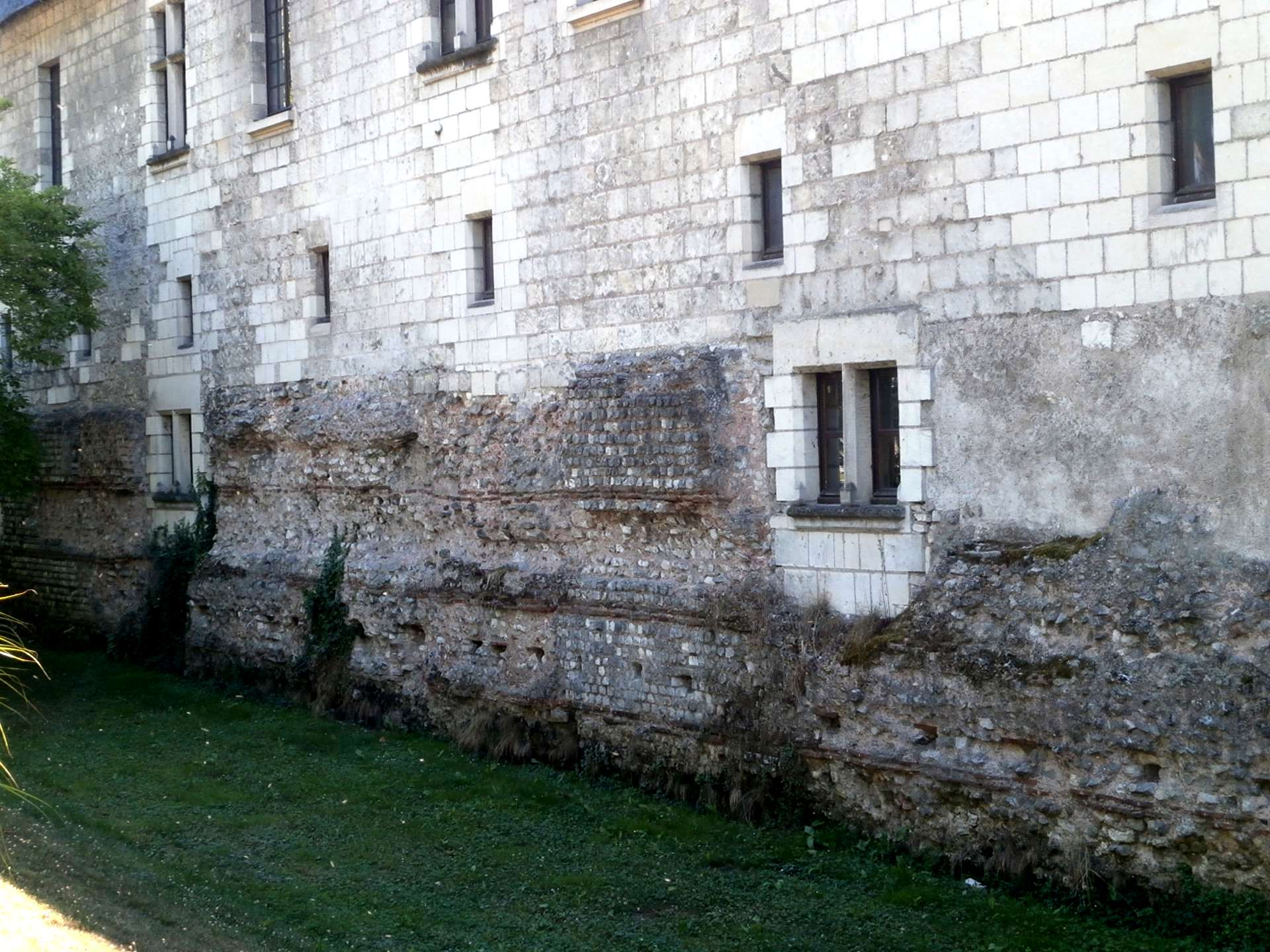
Photo 6 : Courtine

Vestiges souterrains de l'enceinte du castrum de Tours
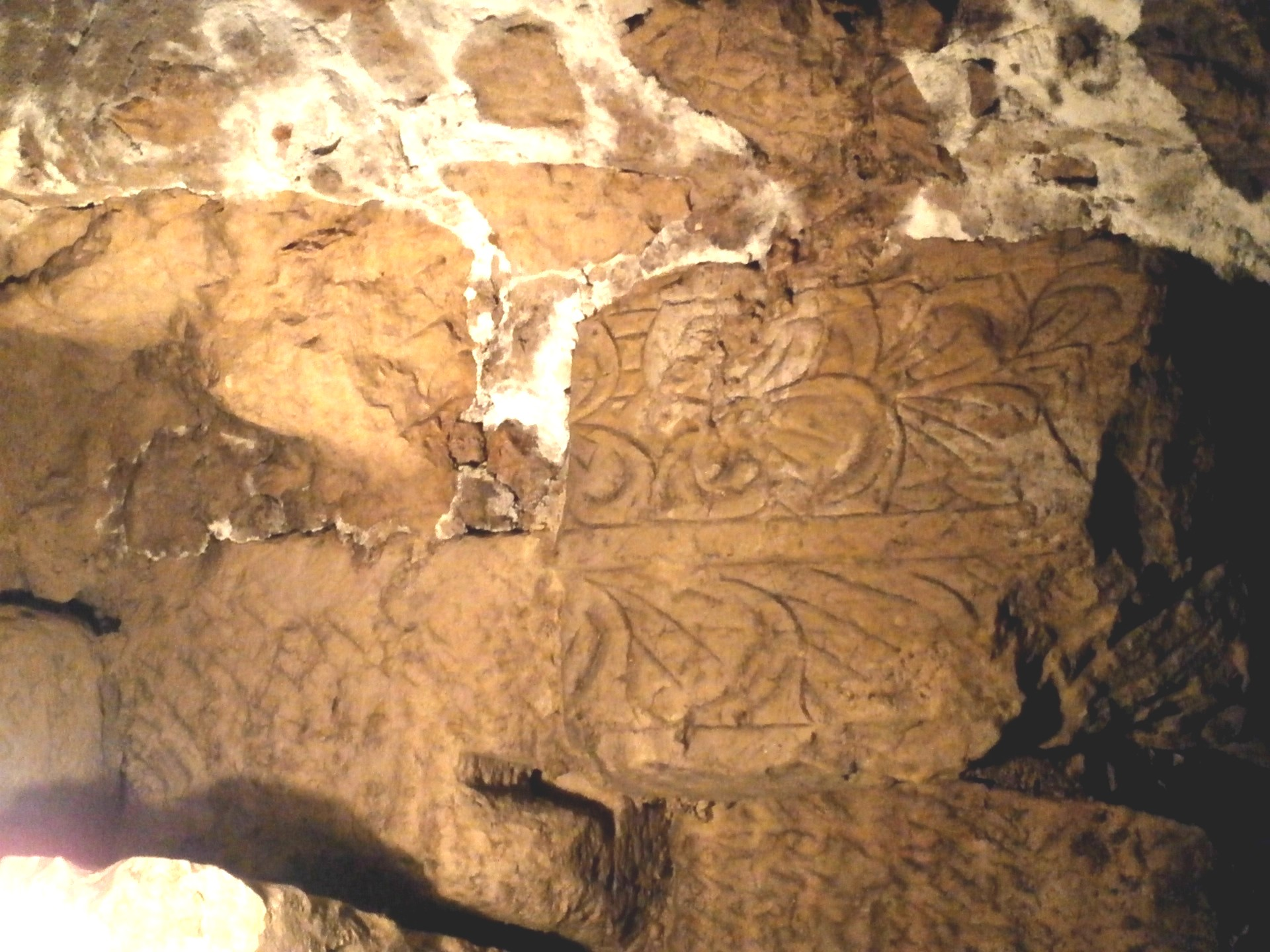
Photo 7 : Blocs de remploi sculptés
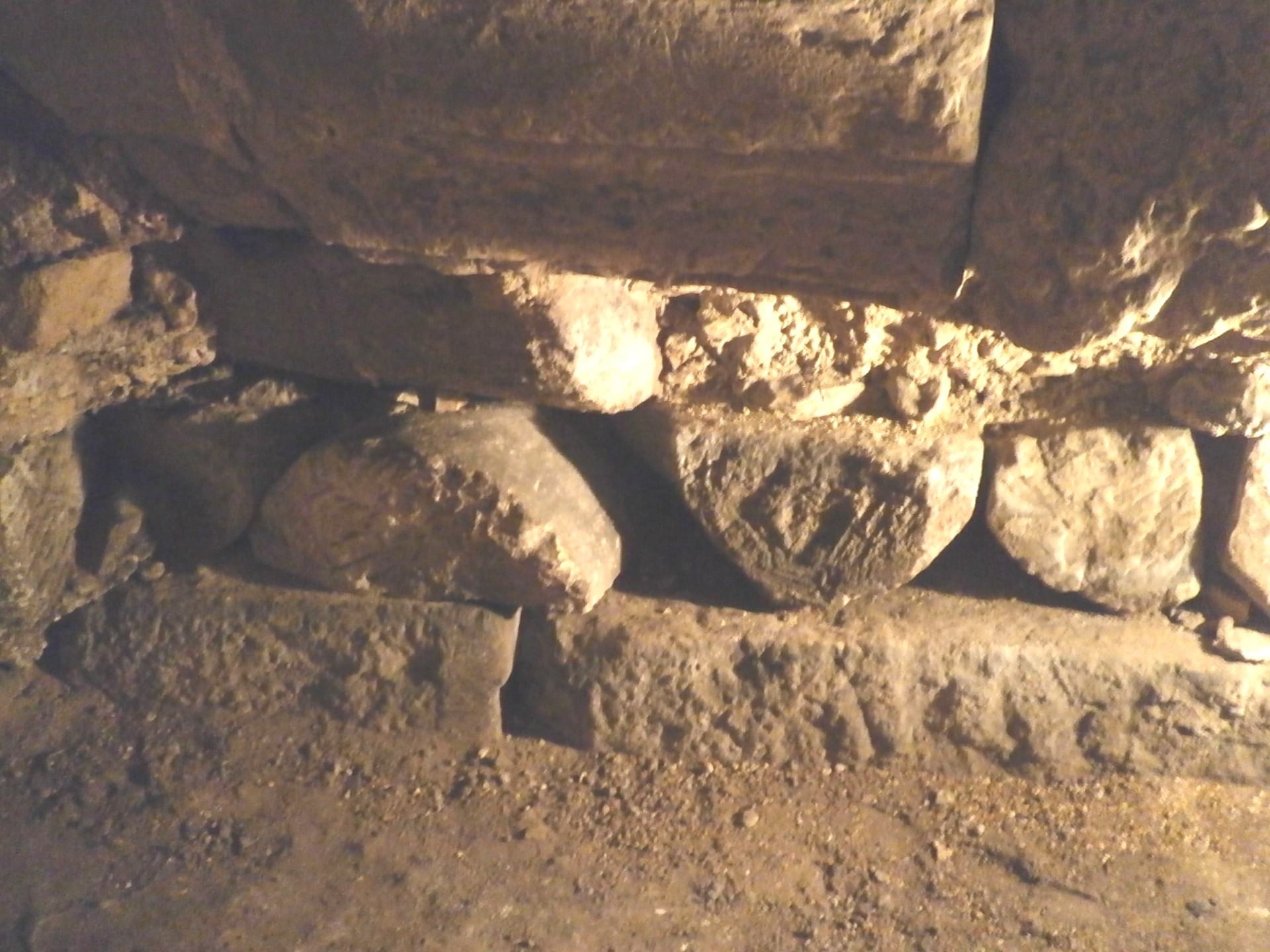
Photo 8 : Colonnes de remploi
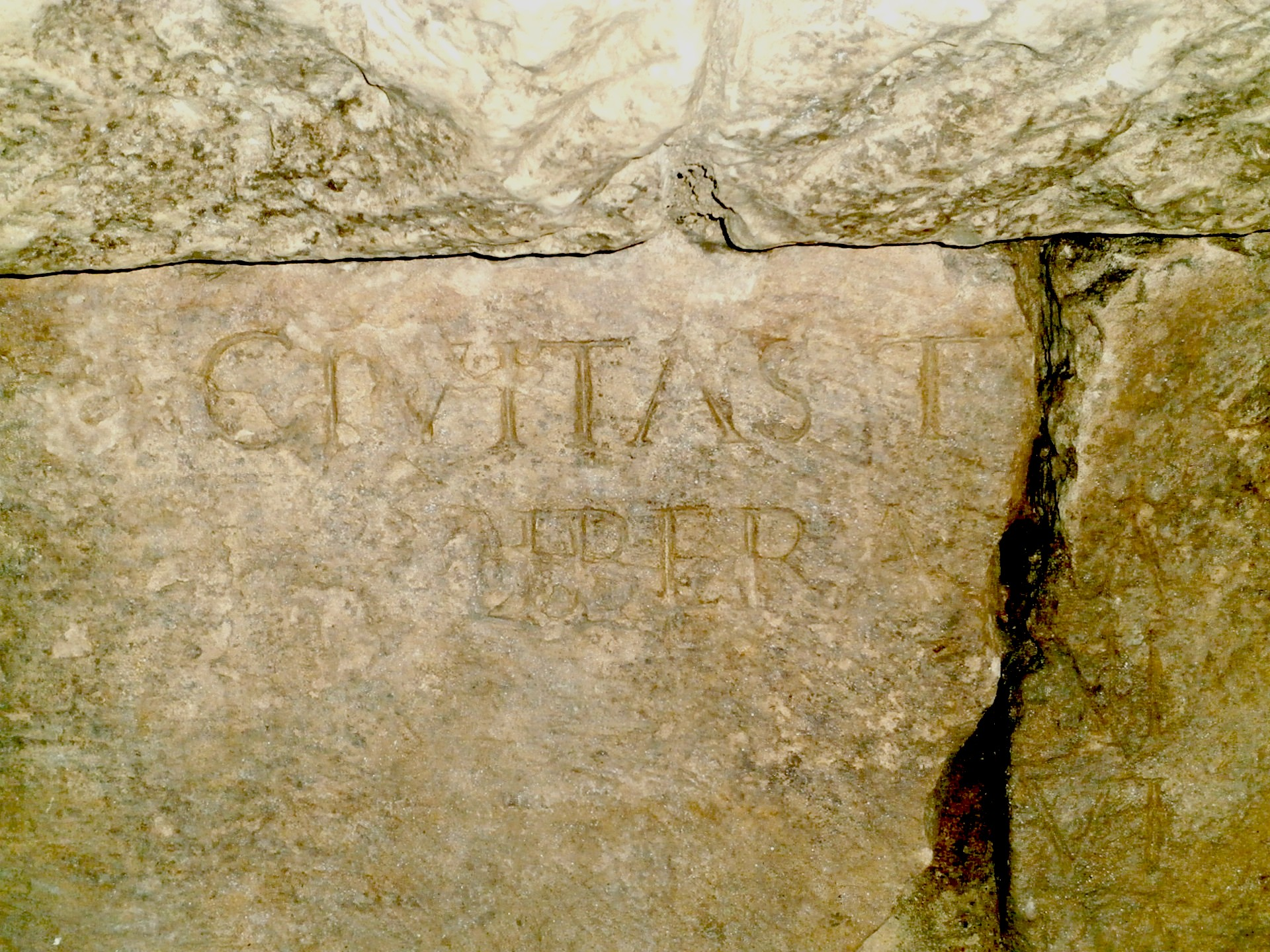
Photo 9 : Bloc gravé de la cité libre des Turons[Note 19]
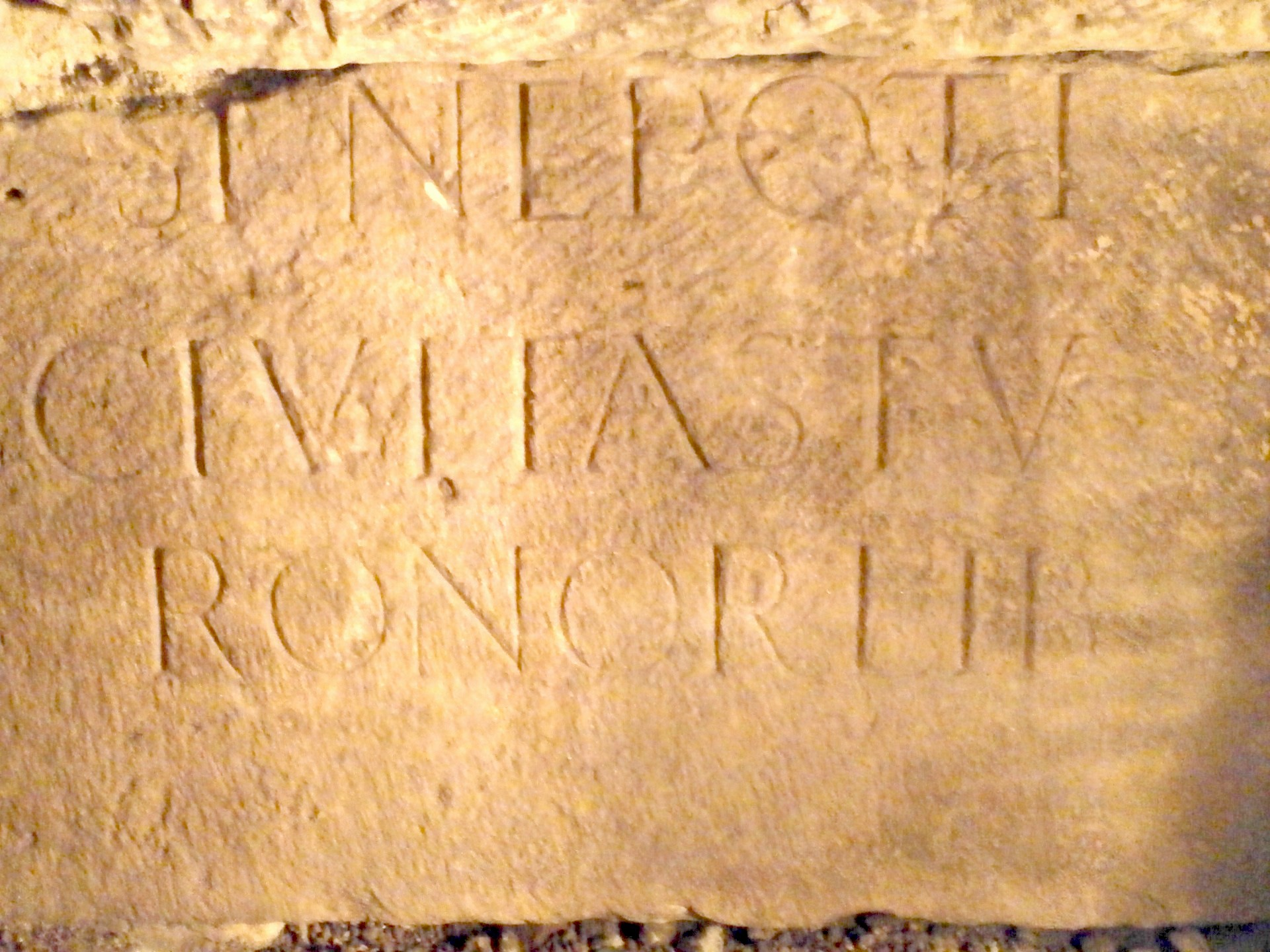
Photo 10 : Bloc gravé de la cité libre des Turons[Note 20]
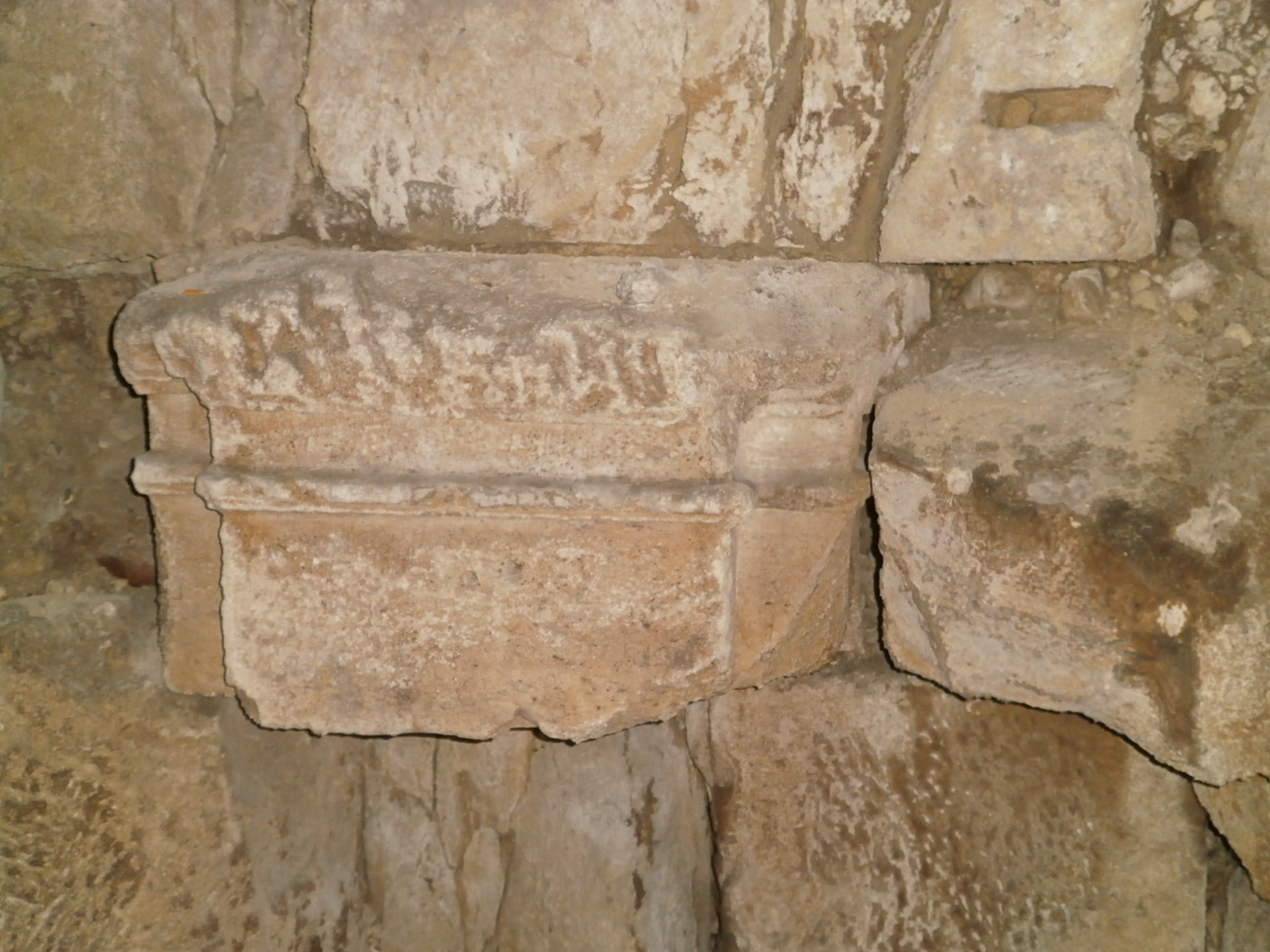
Photo 11 : Chapiteau de remploi